# Luthertum

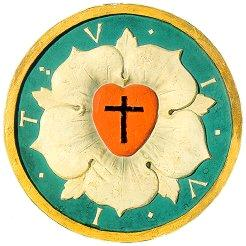
Lutherrose

Das Luthertum ist eine Ausprägung des Protestantismus, die sich aus der Wittenberger Reformation des 16. Jahrhunderts entwickelt hat. Ihr Kennzeichen ist die Rechtfertigungslehre, die eine für diese Konfession charakteristische Spannung zwischen der Institution Kirche und dem individuellen Glauben zur Folge hat. Das Luthertum konkretisierte sich im Lauf der Geschichte in mehreren Nationalkirchen, Landeskirchen und Freikirchen, in Frömmigkeitsbewegungen ebenso wie in Formen des Kulturprotestantismus.

## Name
Die Sympathisanten Martin Luthers bezeichneten sich selbst als Evangelische, christliche Kirche oder ecclesia apostolica (Apostolische Kirche). Die Bezeichnungen Lutheraner und Lutheranismus wurden von ihren Gegnern aufgebracht, um die Reformanliegen Luthers als Ketzerei zu kennzeichnen: in lateinischer Form (Lutherani) ab 1520 durch Johannes Eck, das deutsche Pendant Lutheraner begegnet erstmals 1544 bei Kaspar Schwenckfeld. In den 1560er Jahren wurden Lutheraner/Lutheranismus dann auch als Selbstbezeichnung übernommen, um sich von Katholizismus und Calvinismus abzugrenzen.
Das seit der Reformationszeit belegte Adjektiv lutherisch ist älter als das im 18. Jahrhundert aufkommende Substantiv Luthert(h)um; Grimms Deutsches Wörterbuch verzeichnet die spezifisch norddeutsche Betonung luthérisch als vermutlich frühe Variante zu lútherisch.

## Dogmatik

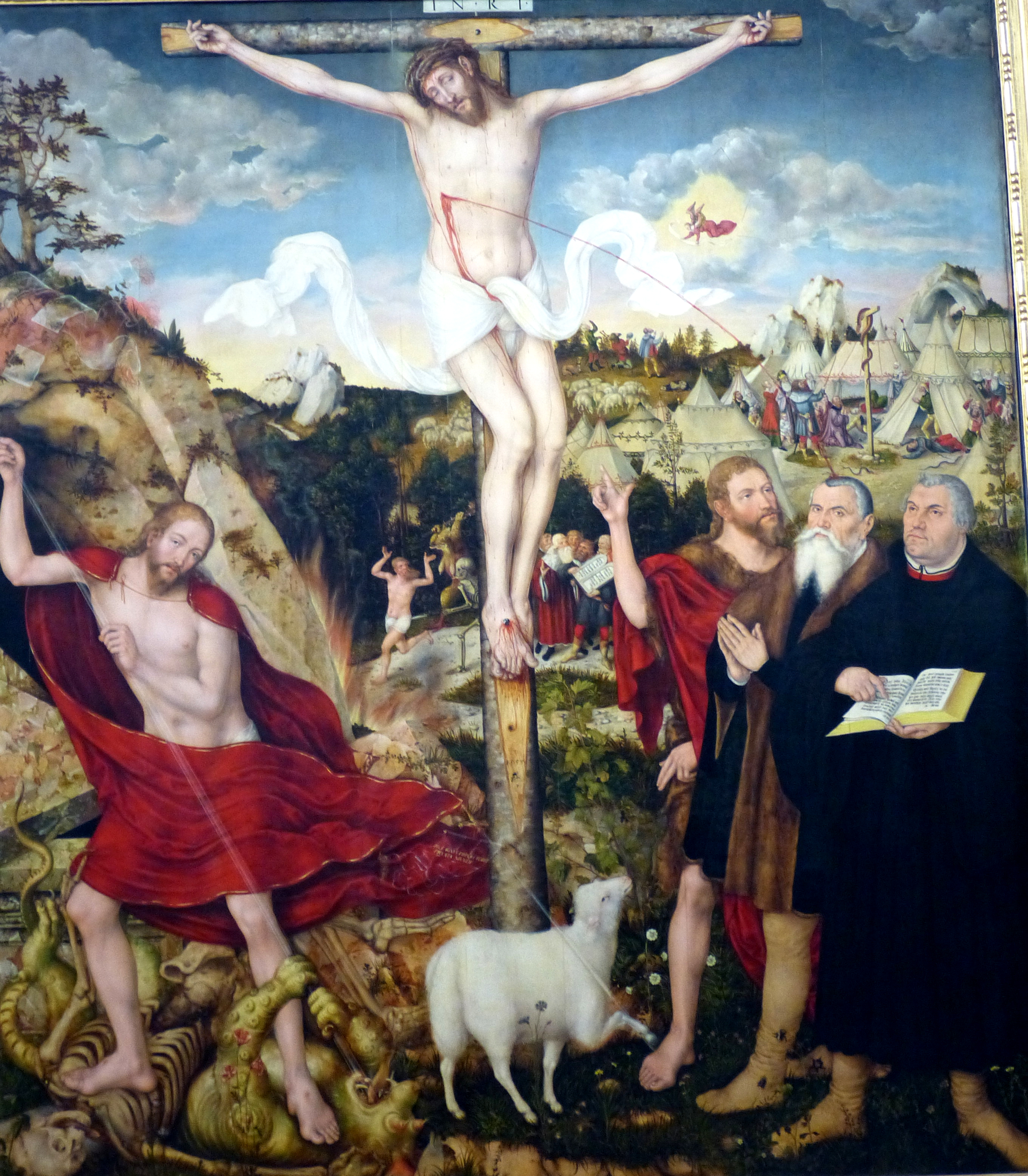
Kreuzigungsaltar in der Herderkirche (Weimar), Lucas Cranach der Jüngere 1555

Die Bekenntnisschriften der evangelisch-lutherischen Kirche enthalten die dogmatischen Grundlagen des Luthertums. Das Konkordienbuch von 1580/84 wird von vielen lutherischen Kirchen als verbindliche Sammlung dieser Bekenntnisschriften anerkannt. Als Ur-Bekenntnisschrift des Luthertums kann die Confessio Augustana von 1530 gelten, die auch reichsrechtliche Relevanz erhielt (Augsburger Religionsfrieden 1555, Westfälischer Frieden 1648). Mit der Confessio Augustana als Kern gab es in der Frühzeit des Luthertums verschiedene Kirchenordnungen und Bekenntnisbücher. Sie verloren durch das Konkordienbuch an Bedeutung; gleichwohl hat sich, so Christian Peters, im Luthertum „eine starke Bekenntnispluralität erhalten“. Er nennt dafür die Sonderentwicklungen in Braunschweig-Wolfenbüttel, Pommern, Hessen-Darmstadt, Nürnberg und Kursachsen sowie außerhalb des Reichs das dänische Bekenntnis (Confessio et ordinatio ecclesiarum Danicarum) von 1561 und die schwedische Kirchenordnung (Corpus doctrinae Svecanum) von 1594.

### Schrift und Bekenntnis
Die Konkordienformel ordnet die Bekenntnistexte der Heiligen Schrift unter und begrenzt insofern den eigenen Geltungsanspruch:

„[Es] bleibt allein die Heilige Schrift der einig Richter, Regel und Richtschnur (sola sacra scriptura iudex, norma et regula), nach welcher als dem einigen Probierstein sollen und müssen alle Lehren erkannt und geurteilt werden […]. Die andere Symbola aber […] sind nicht Richter wie die Heilige Schrift, sondern allein Zeugnis und Erklärung des Glaubens, wie jederzeit die Heilige Schrift in streitigen Artikuln in der Kirchen Gottes von den damals Lebenden vorstanden und ausgeleget […] worden.“

Diese Formulierungen sind aber getragen von der Überzeugung, die lutherisch verstandene Rechtfertigungslehre sei die „Mitte der Schrift“, und dies sei aufgrund der ihr eigentümlichen Klarheit (claritas interna) beim Bibellesen auch evident. Die moderne Bibelwissenschaft arbeitet stärker die Vielstimmigkeit der biblischen Autoren heraus, und daher ist die Zuordnung von Rechtfertigungslehre und Schriftprinzip für das heutige Luthertum eine komplexere Aufgabe.

### Rechtfertigungslehre

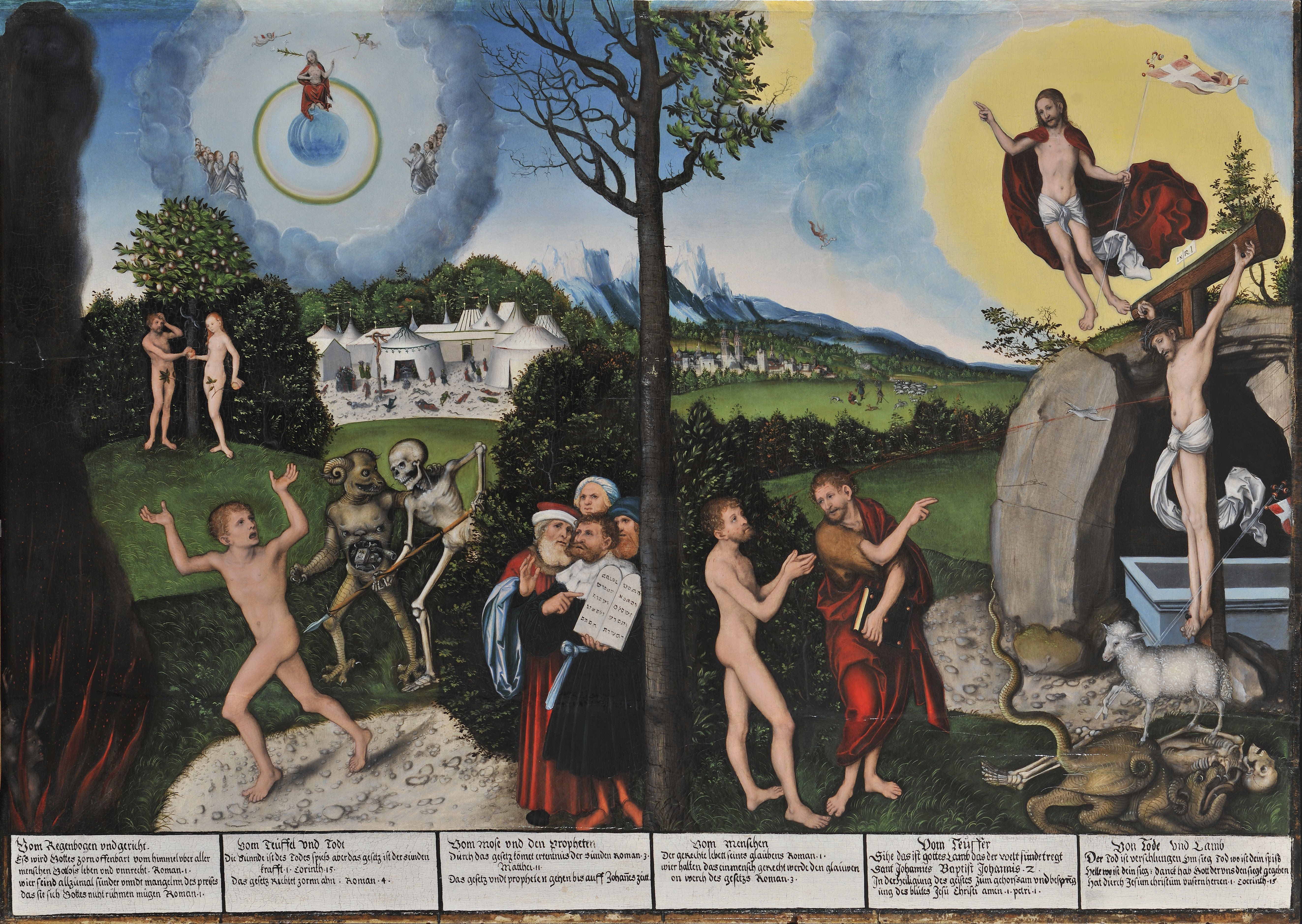
Gesetz und Gnade (Lucas Cranach der Ältere, 1529, Herzogliches Museum Gotha)

Auf dem Gemälde Gesetz und Gnade (1529) stellte Lucas Cranach zentrale Themen lutherischer Theologie dar: Links der verlorene Mensch, von Tod und Teufel gehetzt, die Hölle vor Augen. Das Gesetz (Mose mit den Gesetzestafeln) kann ihm nicht helfen. Rechts der glaubende Mensch, der vertrauensvoll zu Christus aufblickt und durch sein Blut am Kreuz gerettet wird. Johannes der Täufer weist ihn auf das Lamm Gottes hin, das die Sünde der Welt trägt. Dieses Lamm ist Sieger über Tod und Teufel, als Auferstandener trägt Christus die Siegesfahne.
Die Rechtfertigungslehre besagt, dass jedem einzelnen Menschen das Gericht Gottes bevorsteht, in dem er nicht durch eigene gute Werke bestehen kann. Gott will ihm aber eine Gerechtigkeit schenken, die somit Gottes eigene und eine dem Menschen fremde Gerechtigkeit ist (iustitia Dei). Der Mensch vertraut sich der durch Jesus Christus aus Gnade angebotenen Rettung im Glauben an. Auch dieser Glaube ist keine fromme Leistung des Menschen, sondern Gottes Werk.

„Weiter wird gelehrt, daß wir Vergebung der Sunde und Gerechtigkeit vor Gott nicht erlangen mogen durch unser Verdienst, Werk und Genugtun, sondern […] aus Gnaden umb Christus willen durch den Glauben, so wir glauben, daß Christus fur uns gelitten habe und daß uns um seinen willen die Sunde vergeben, Gerechtigkeit und ewiges Leben geschenkt wird. Dann diesen Glauben will Gott fur Gerechtigkeit vor ihme halten und zurechnen […].“

 Da der Mensch also passiv ist, hängt alles daran, dass Gott die Rettung des Menschen wirklich will. Die Kirche wendet sich mit dieser Botschaft (dem Evangelium) an alle Menschen: 

„Derhalben, wann wir unsere ewige Wahl zur Seligkeit nützlich betrachten wollen, müssen wir in allewege steif und fest darüber halten, daß wie die Predigt der Buße also auch die Verheißung des Evangelii universalis, das ist, über alle Menschen gehe […].“

Das Luthertum lehnt daher die Lehre von der doppelten Prädestination des (klassischen) Calvinismus ab.

### Kirche, Amt und Sakramente

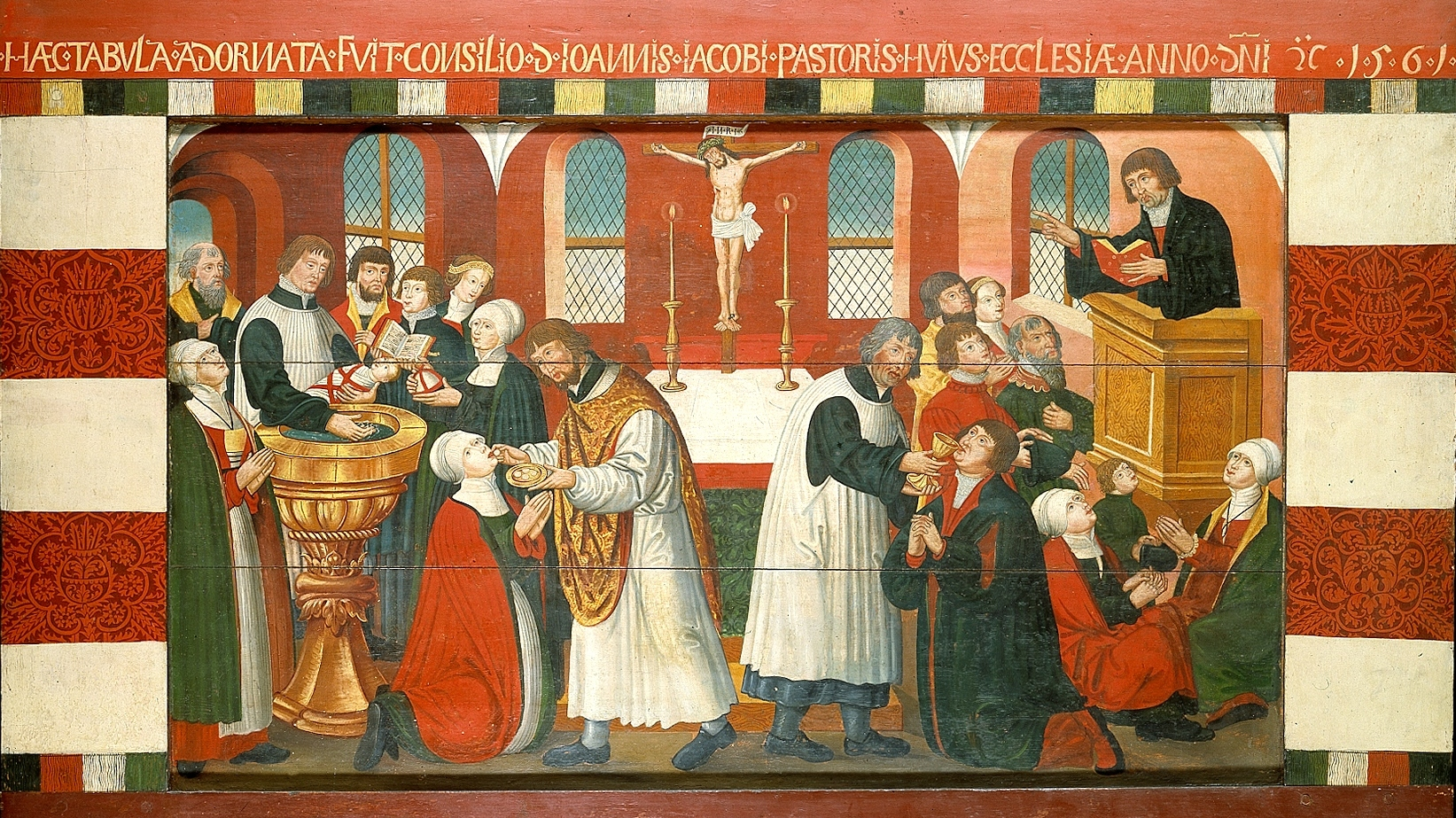
Predigt, Taufe und Abendmahl. Antemensale in der Kirche von Torslunde (1561)

Eine ekklesiologische Zentralaussage formulierte Melanchthon im Augsburger Bekenntnis: 

„Es wird auch gelehret, daß alle Zeit musse eine heilige christliche Kirche sein und bleiben, welche ist die Versammlung aller Glaubigen, bei welchen das Evangelium rein gepredigt und die heiligen Sakrament lauts des Evangelii gereicht werden. […] Und ist nicht not zur wahren Einheit der christlichen Kirche, daß allenthalben gleichformige Ceremonien, von den Menschen eingesetzt, gehalten werden […].“

Dieser Text ist nicht nur die „Magna Charta der Lutherischen Kirche“, sondern auch in der Theologiegeschichte die früheste Bestimmung dessen, was Kirche ausmacht und worin ihre Einheit besteht. In der Apologie der Confessio Augustana wird präzisiert, dass „es uns auch wohlgefällt, daß die Universalceremonien um Einigkeit und guter Ordnung willen gleichförmig gehalten werden;“ als Beispiele werden der Ordo Missae, der Sonntag und die hohen kirchlichen Feiertage genannt.
In der Kirche darf niemand öffentlich lehren oder die Sakramente verwalten „ohn ordentlichen Beruf (nisi rite vocatus).“ Das ordinationsgebundene Amt wird Wortverkündigung und Sakramentenspendung funktional zugeordnet und ist nicht etwas Drittes neben diesen. In der neueren Diskussion steht aber in Frage, ob auch der Umkehrschluss gilt und die Meinung der Confessio Augustana ist, dass die Evangeliumsverkündigung nur dann lebenspendend wirken kann, wenn sie durch Ordinierte geschieht – und wie sich das zum allgemeinen Priestertum aller Glaubenden und Getauften verhält. Der Erlanger Theologe Johann Wilhelm Friedrich Höfling vertrat 1850 die These, dass das allen Christen von Gott anvertraute Amt der Verkündigung und Sakramentsspendung von diesen aus pragmatischen Gründen (iure humano) an die Ordinierten delegiert werde. Dem widersprachen unter anderem Wilhelm Löhe, Theodor Kliefoth und August Vilmar. Sie sahen im Amt eine göttliche Stiftung, dessen Aufgaben der Nicht-Ordinierte nur in Notfällen wahrnehmen dürfe.

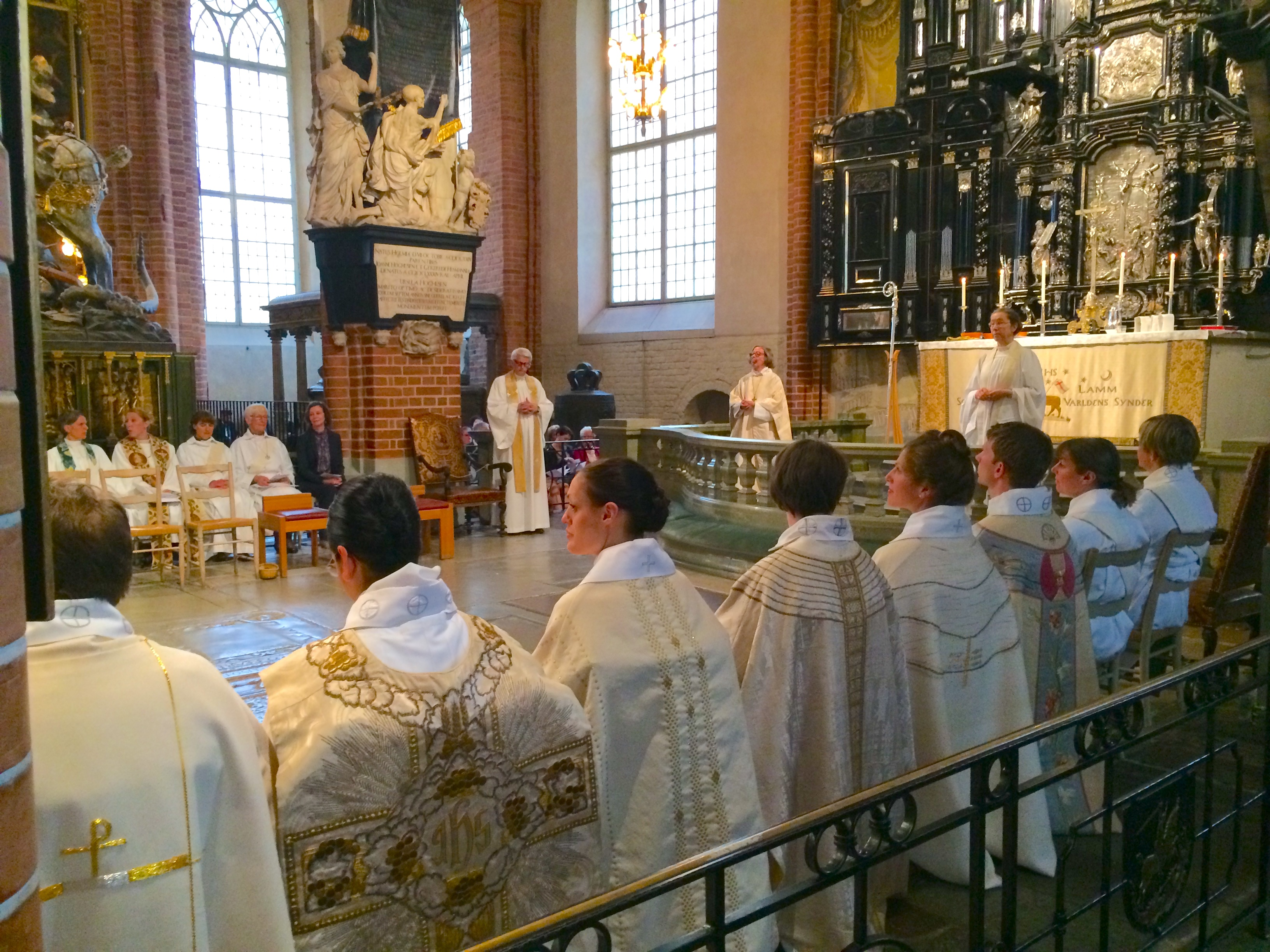
Ordination im Dom zu Stockholm (2015)

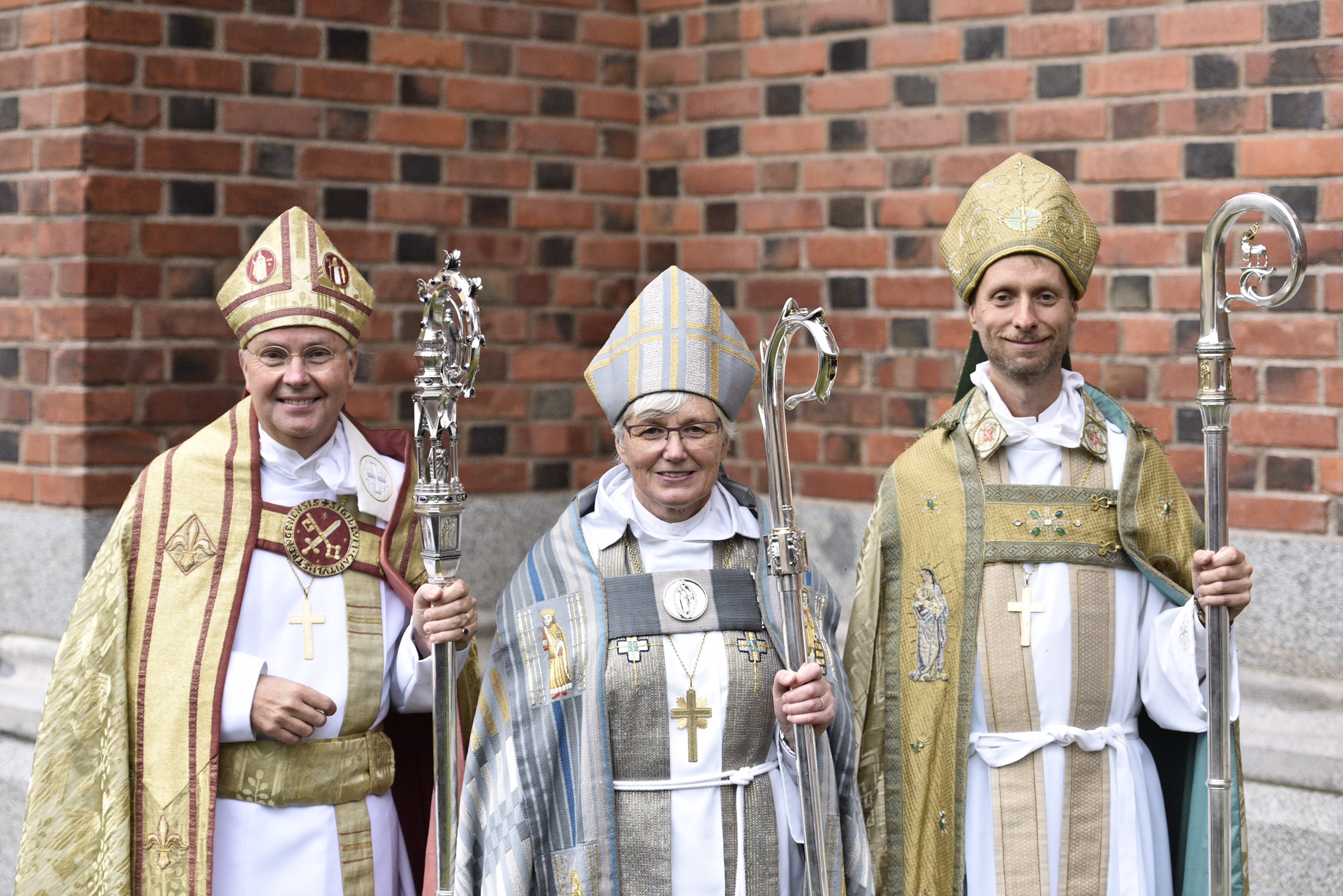
Die Erzbischöfin von Uppsala, Antje Jackelén, mit zwei von ihr geweihten Bischöfen (2015)

Das Ordinationsrecht steht der Kirche als ganzer zu und nicht nur den Bischöfen, führt Melanchthon aus:

„Darumb wenn die Bischofe eintweder Ketzer sind oder tuchtige Personen nicht wollen ordiniern, sind die Kirchen fur Gott nach gottlichem Recht schuldig, ihnen selb Pfarrherren und Kirchendiener zu ordinieren.“

 Das ist aber deutlich aus einer ekklesiologischen Notsituation heraus formuliert; dem konservativen Charakter der Wittenberger Reformation entsprechend hätte man gerne das Bischofsamt erhalten, wenn das möglich gewesen wäre. Die Gruppe, die es prinzipiell abgeschafft sehen wollte, war in der Minderheit. Wer genau die Ordination vollziehen darf, bleibt in der Confessio Augustana in der Schwebe; die Möglichkeit der Laienordination im Notfall ist nicht ausgeschlossen. Das „levitische“ Messopfer-Priestertum wird mit Berufung auf das einmalige Opfer Christi verworfen.

„[Wenn man aber die Ordination, die die Auflegung der Hände (impositio manuum) als Wirkzeichen besitzt,] wollt nennen ein Sakrament von dem Predigtamt und Evangelio, so hätte es kein Beschwerung, die Ordination ein Sakrament zu nennen.“

Der ökumenische Studienausschuss der VELKD stellte 2017 fest, dass die Wort-Gottes-Theologie amtstheologische Konsequenzen hat: „An die Stelle des hierarchischen, dreifachen Amtes stellten die Wittenberger Theologen das Predigtamt als das eine Amt der Kirche zur Verkündigung Christi.“ Die im Lutherischen Weltbund zusammengeschlossenen Kirchen stimmen darin überein, dass das Amt Wort und Sakrament dienend zugeordnet ist. Dazu gehört auch das „personal wahrgenommene geistliche Leitungsamt“ (üblicherweise Bischof/Bischöfin genannt). Über die kirchenrechtliche Ausgestaltung des Leitungsamts und die Bedeutung der apostolischen Sukzession bestehen verschiedene Meinungen; Kanzel- und Abendmahlsgemeinschaft haben aber eine größere Bedeutung als Ausdruck der sichtbaren Einheit in Wort und Sakrament.

Der lutherische Sakramentsbegriff ist christologisch zentriert; Jesus Christus ist das Grundsakrament. Die Sakramente sind von Gott eingesetzt, dass sie „Zeichen und Zeugnus seien gottlichs Willens gegen uns, unseren Glauben dadurch zu erwecken und zu stärken.“

„So sind nu rechte Sakrament die Taufe und das Nachtmahl des Herrn, die Absolutio (baptismus, coena Domini, absolutio).“

 Es gibt im Luthertum einen engeren Sprachgebrauch, der außer dem göttlichen Gebot und der Gnadenverheißung auch ein sinnliches Zeichen (Wasser, Brot und Wein) für erforderlich hält, damit sind nur noch Taufe und Abendmahl Sakramente. Die Siebenzahl der Sakramente nach römisch-katholischer Tradition wird abgewiesen. Mit Berufung auf den offenen Sakramentsbegriff der Alten Kirche legt sich Melanchthon in der Apologie hinsichtlich der Zahl der Sakramente aber nicht fest.

## Ethik

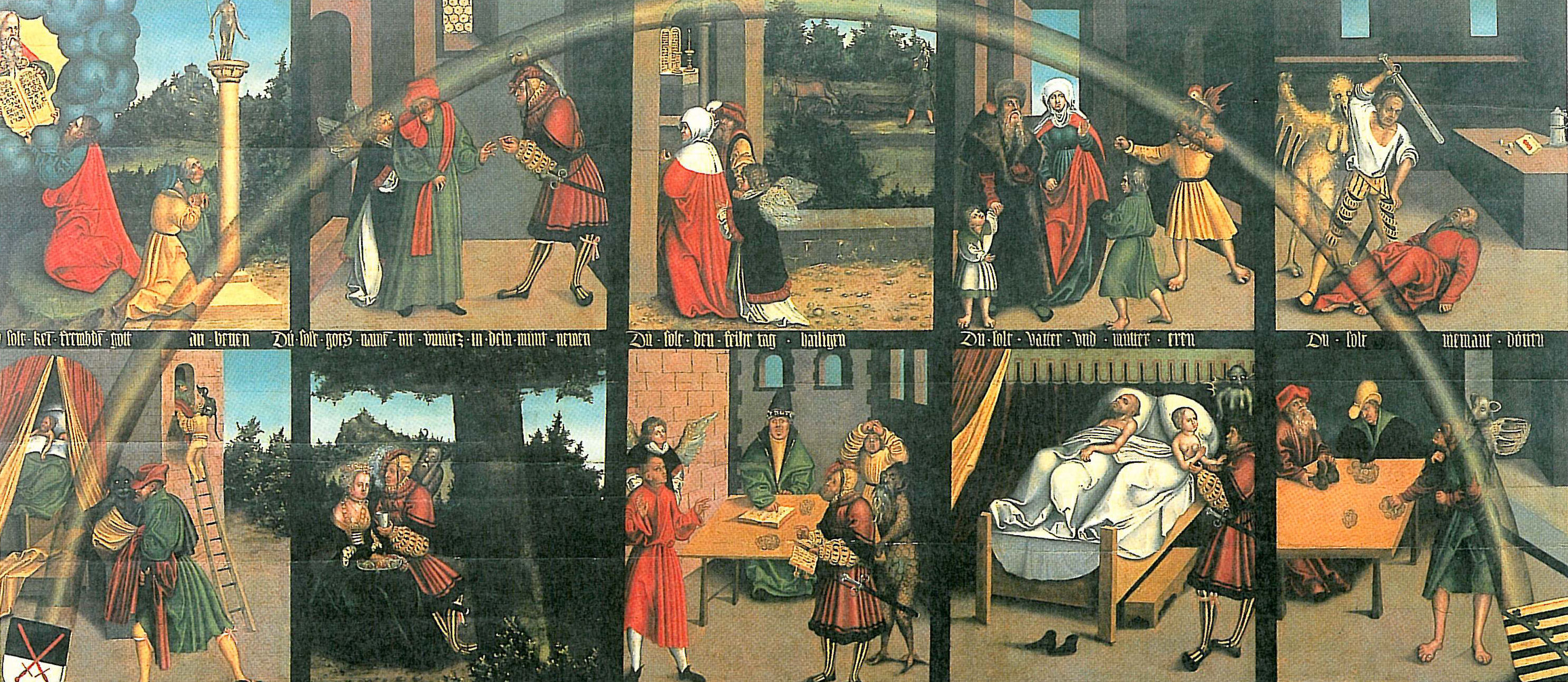
Tafel mit den Zehn Geboten im Rathaus zu Wittenberg (Lucas Cranach der Ältere, 1516)

Die Rechtfertigungslehre gibt der lutherischen Ethik ihr besonderes Profil. Denn der Mensch kann mit guten Werken nichts zu seiner Rettung aus Gottes Gericht beitragen, sondern ergreift die Gerechtigkeit als Gottes Geschenk im Glauben. Schlechtes, sündiges Handeln des Menschen ist kein Hindernis für die Rechtfertigung. Gute Werke sind aber die Folge der Rechtfertigung:

„Ferner wird gelehret, daß gute Werk sollen und mussen geschehen, nicht daß man darauf vertrau, Gnad damit zu verdienen, sondern um Gottes willen und Gott zu Lob. Der Glaub ergreift allzeit Gnade und Vergebung der Sunde. Und dieweil durch den Glauben der heilig Geist geben wird, so wird auch das Herz geschickt, gute Werk zu tun.“

Die Zwei-Reiche-Lehre ist eine viel gebrauchte Kurzformel für die politische Ethik des Luthertums. Grundlegend ist, dass zwei Arten unterschieden werden, wie Gott die Welt regiert und infolgedessen zwei Sphären, denen der Christ gleichzeitig angehört. In der religiösen Sphäre vergibt Gott Sünde allein aus Gnade. In der weltlichen Sphäre soll eine christliche Obrigkeit nach Gottes Willen aber der Sünde wehren, die Verbrecher in die Schranken weisen und die Opfer schützen. Sofern der Staat als gute Obrigkeit angesehen werden kann, ist der Christ gehalten, in diesem Staat Verantwortung zu übernehmen. Er darf und soll dann tun, was ihm nach der Bergpredigt „eigentlich“ untersagt ist: richten, schwören, dem Bösen Widerstand leisten.
Auf Wilhelm Stapel geht das Konzept des Volksnomos zurück: Anstelle des Alten Testaments können die eigenen Gesetze aller Völker die weltliche Ordnung ihrer jeweiligen Staaten strukturieren. Für Deutschland sei das ein rasseideologischer Nomos Germanikos. Namhafte lutherische Theologen nahmen den Volksnomosgedanken positiv auf: Emanuel Hirsch, Friedrich Gogarten, Paul Althaus, Werner Elert. In diesen theologischen Ethikdiskursen wurde der lutherische Gesetzesbegriff aktualisiert und changierte zwischen „Normativität und Faktizität, moralischem Sollen und gesch. Immer-schon-gegeben-Sein“, so Friedrich Wilhelm Graf. In seinem Hauptwerk Morphologie des Luthertums interpretierte Elert das religiöse Urerlebnis Luthers als abgründige, irrationale Begegnung mit dem Heiligen, und dies sei konstitutiv für die lutherische Konfession. Im 2. Band zog Elert 1932 daraus aktuelle politische Konsequenzen unter dem Titel Soziallehren und Sozialwirkungen des Luthertums. Ehe, Staat und Volk seien göttlich gesetzte „Schöpfungsordnungen“; schon hier wird ein völkisch-nationaler Führerstaat bei Elert umrisshaft als Ideal erkennbar. Die Konsequenz war eine Bejahung der NS-Rassengesetzgebung. Gegen die christologisch zentrierte Ethik Karl Barths und die Barmer Theologische Erklärung formulierte ein Kreis um die Erlanger Professoren Elert und Althaus den Ansbacher Ratschlag. Der NS-Führerstaat wurde darin als „gottgegebene Ordnung von der Qualität einer göttlichen Offenbarung“ verstanden, das Konzept der Volksgemeinschaft theologisch legitimiert.
Die Positionen der Erlanger Systematiker waren im deutschen Luthertum kein Konsens. Rudolf Hermann, ein prominenter Lutherforscher, widersprach und engagierte sich in der Bekennenden Kirche. Eine Revision der lutherischen politischen Ethik setzte mit Harald Diems Dissertation Luthers Lehre von den zwei Reichen untersucht von seinem Verständnis der Bergpredigt aus (1938) ein.

## Geschichtliche Entwicklung

### Wittenberg
Traditionell wird Luthers Thesenanschlag zu Wittenberg am 31. Oktober 1517 (Reformationstag) als Beginn der Reformation verstanden. Mit seinen 95 Thesen erreichte der Wittenberger Bibelprofessor und Augustinerpater 1517 eine große Öffentlichkeitswirkung. Die darin formulierte Kritik am Ablasswesen nahm einen in der Bevölkerung weit verbreiteten Unwillen auf. Aber noch war nicht erkennbar, wie kirchliche und gesellschaftliche Gruppen sich dazu stellen würden. Zumindest rhetorisch formulierten die Thesen die Erwartung, dass der Papst selbst gegen den Ablass einschreiten werde. Erst 1520 legte Luther mit der Schrift An den christlichen Adel deutscher Nation von des christlichen Standes Besserung einen Entwurf zur Neugestaltung von Kirche und Gesellschaft vor. Seine Verurteilung durch Rom war zu diesem Zeitpunkt absehbar: die Bannandrohungsbulle Exsurge Domine wurde am 15. Juni 1520 promulgiert und Anfang Oktober in Wittenberg bekannt. In der Adelsschrift brach Luther auch seinerseits mit dem Papsttum, das er als Antichrist identifizierte. Er forderte vorrangig die weltlichen Obrigkeiten dazu auf, Verantwortung für den Neubau der Kirche zu übernehmen. Aber mit dem Konzept vom Priestertum aller Glaubenden und Getauften, das diese Schrift enthält, konnte sich jeder christliche Laie angesprochen fühlen, in seinem Umfeld für Reformen einzutreten. „Insofern bildete die Adelsschrift eine Basis für all die unterschiedlichen territorialfürstlichen, ritterschaftlichen, städtischen und bäuerlich-kommunalistischen Entwicklungen, die sich in den kommenden Jahren regen sollten.“ Die Adelsschrift prägte die weitere Entwicklung der Reformation im Reich sehr stark, wurde aber außerhalb des Reichs, da auf Deutsch verfasst, kaum wahrgenommen.
Die Ausbreitung der Wittenberger Reformation nach Nord- und Osteuropa wurde von deutschsprachigen Bevölkerungsgruppen, wie Kaufleuten, außerdem von Humanisten und Augustinereremiten (Luthers Orden) getragen. An der Universität Wittenberg immatrikulierten sich zahlreiche Studenten aus dem Ausland. Theologen, die wegen ihrer reformatorischen Einstellung abgesetzt worden waren, wandten sich ebenfalls nach Wittenberg, weil dort Stellenangebote für lutherische Pfarrer eintrafen. Wittenberg wurde im 16. Jahrhundert „so etwas wie eine internationale reformatorische Jobbörse.“ Lateinische Schriften Luthers wurden an mehreren Orten in Europa nachgedruckt. Die Leser lernten dabei eher den Seelsorger als den Polemiker Luther kennen. Melanchthons Schriften wurden ebenfalls stark nachgefragt.

### Territorialkirchen

#### Deutschland

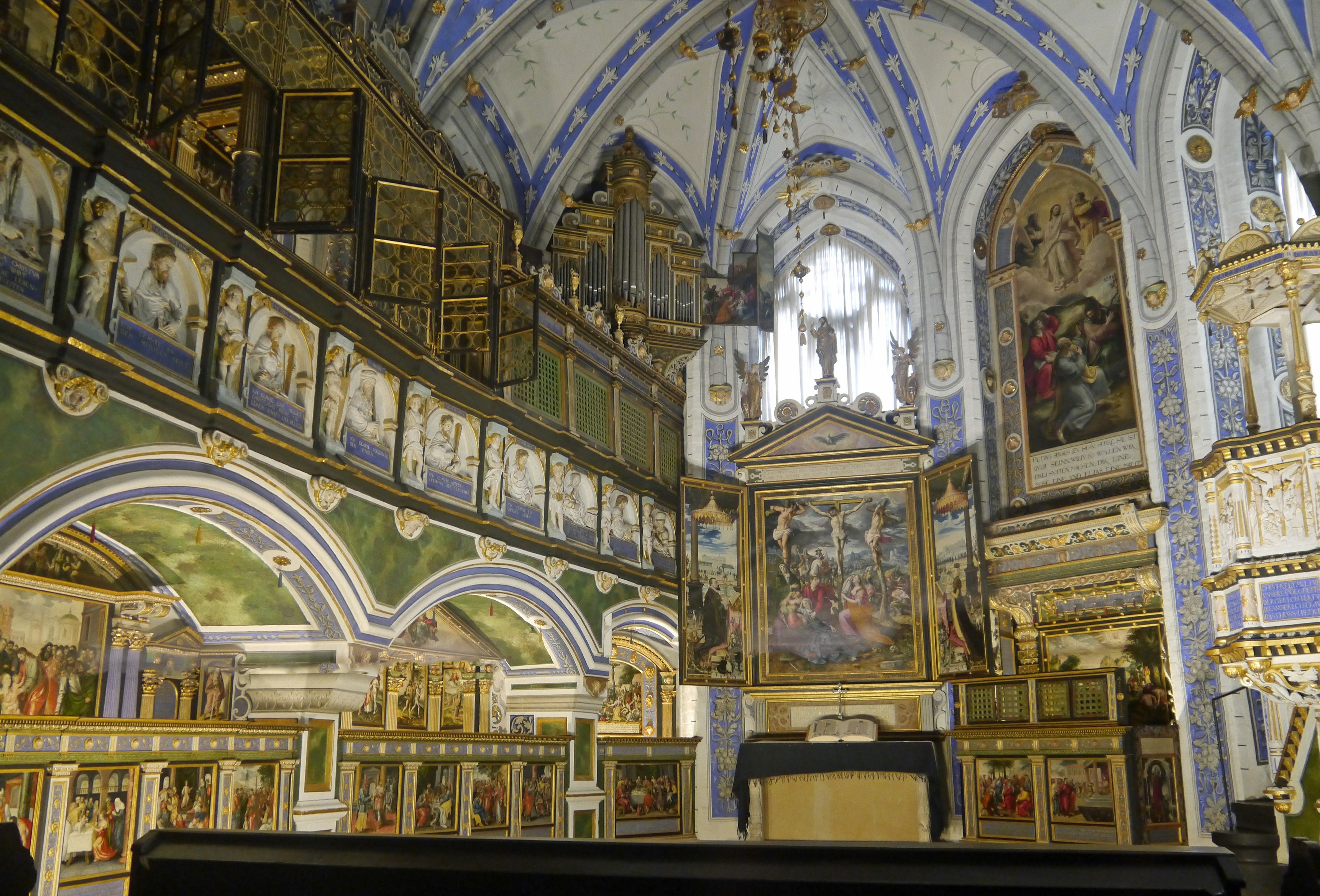
Celler Schlosskapelle (1565/76)

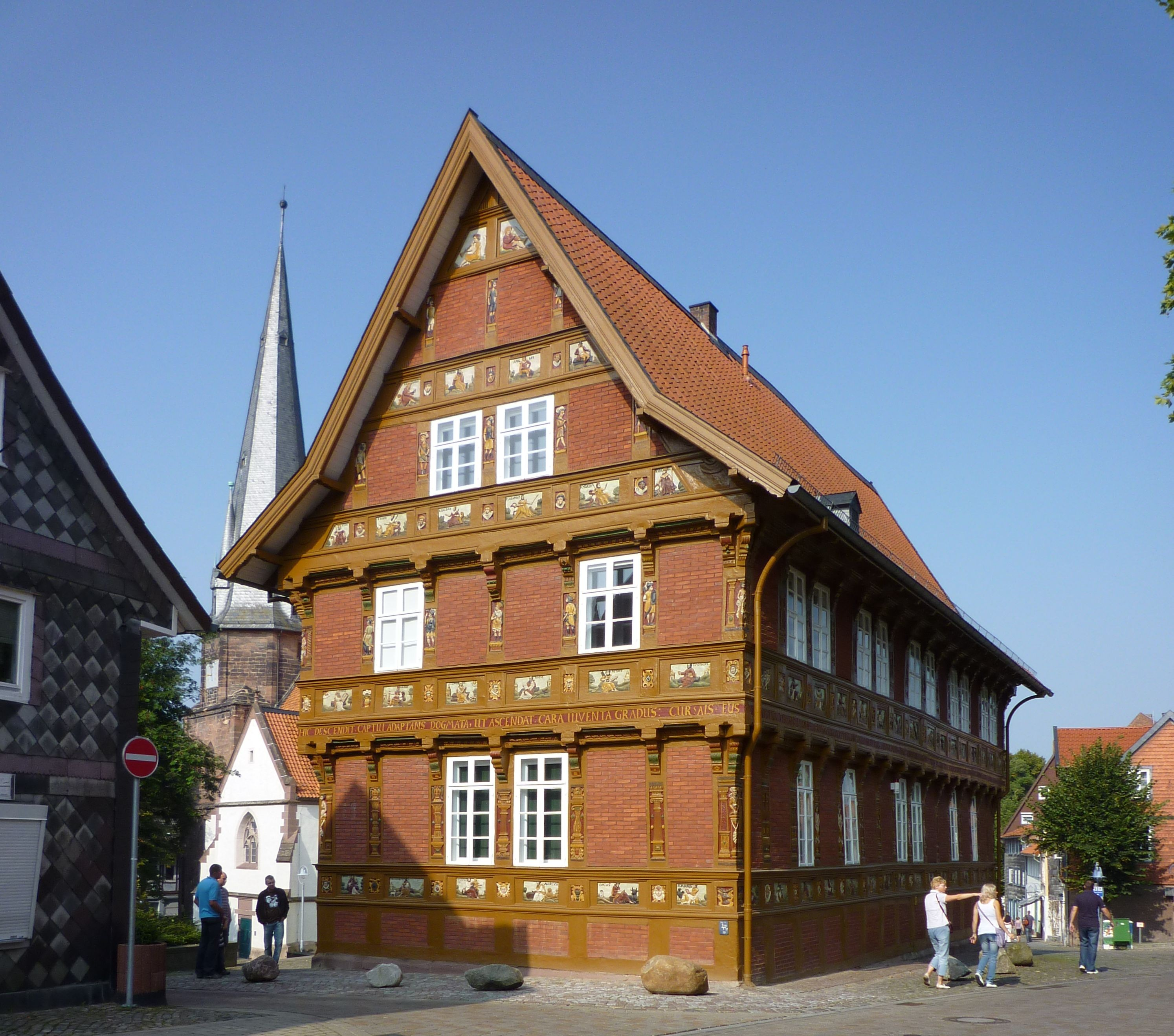
Lateinschule Alfeld (erbaut 1610)

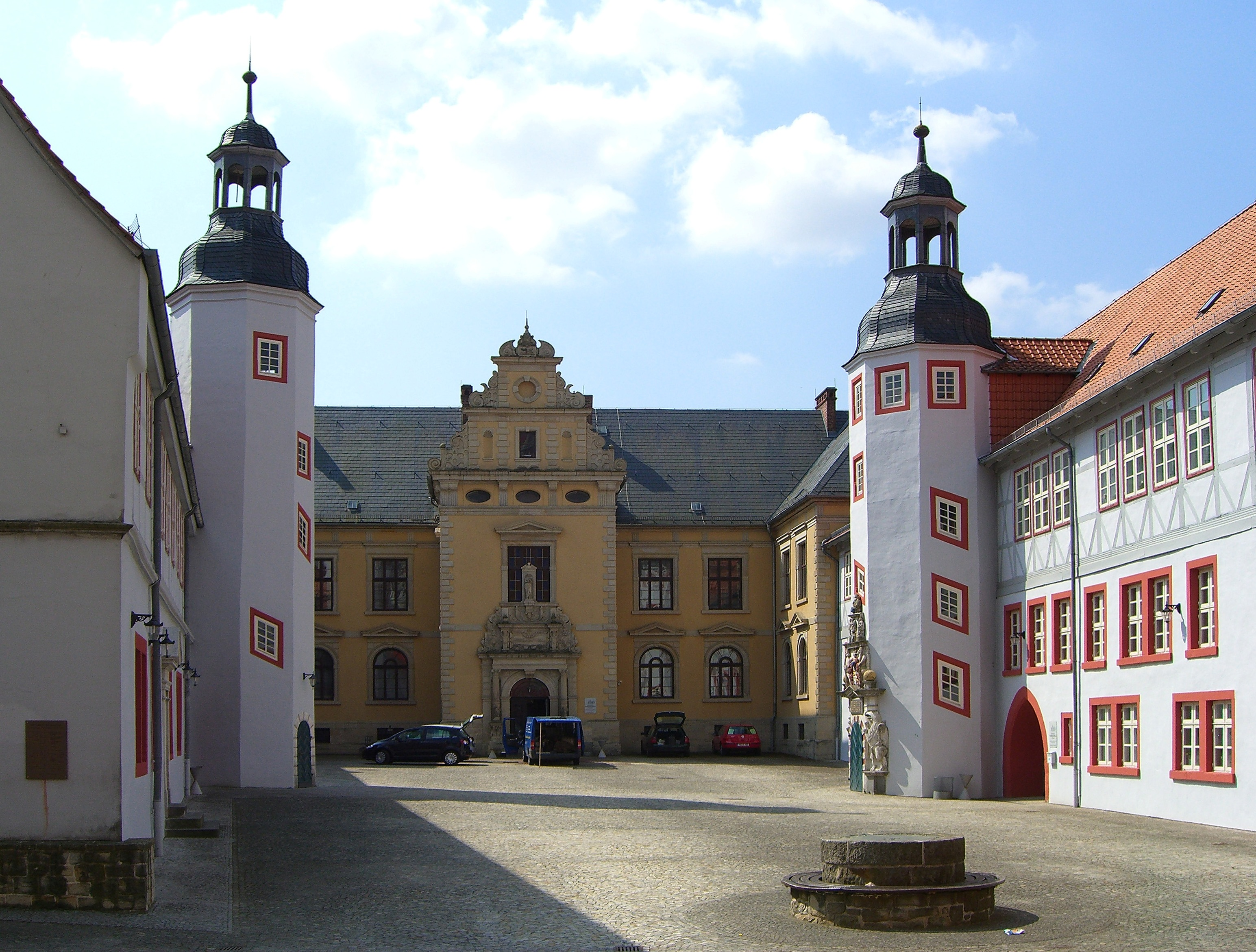
Ehemalige Landesuniversität Helmstedt, gegründet 1576

In einer ersten Phase der Reformation im Reich wurde im öffentlichen Raum über Luthers religiöse und politische Impulse diskutiert, vor allem in den Städten und in der lesekundigen Minderheit. Ab Mitte der 1520er Jahre wurden in Städten, Gemeinden und Territorien reformatorische Veränderungen durchgeführt. Vielerorts war der niedere Klerus in wirtschaftliche Not geraten, weil die Stiftungen, die seinen Unterhalt abdeckten, einbrachen. Das erzeugte einen Handlungsdruck. Luther entwickelte eine Neuordnung für die Kleinstadt Leisnig, die vor allem in Kursachsen Modellcharakter bekam: alle kirchlichen Einkünfte wurden in einem gemeinen Kasten zusammengeführt, aus dem Pfarrer, Küster und Schulmeister bezahlt wurden. Arme erhielten Hilfsleistungen, Handwerker Kredite, Schüler Stipendien. Über die Verwendung der Gelder entschieden Mitglieder des Rats und der Kirchengemeinde. Die territoriale Ausbreitung erfolgte dadurch, dass Fürsten sich für die Reformation entschieden; sie taten das aus einem Mix verschiedener Motivationen: neben ihren persönlichen religiösen Überzeugungen handelten sie auch aus dynastischen, politischen und (wegen der Säkularisierung der Klöster) finanziellen Erwägungen. Langfristig trugen sie damit, so Thomas Kaufmann, zur Entwicklung des frühmodernen Staats bei, denn sie waren nun für die Bildung der Geistlichen und die Erziehung der Jugend verantwortlich, Aufgaben, die bisher die Bischöfe wahrgenommen hatten. Die Zustände vor Ort wurden durch Visitationen festgestellt, an denen sich Martin Luther und Philipp Melanchthon führend beteiligten. Luthers Großer Katechismus (für Geistliche) und Kleiner Katechismus (für Gemeindeglieder) wurden als Kompendien der reformatorischen Lehre verfasst. Der Fürsorge des Landesherrn entsprach seitens der Untertanen die Pflicht zum Gehorsam; Kaufmann konstatiert deshalb in der lutherischen Konfessionskultur eine „patriarchalische Fundierung der Gesellschaft“.
Das Ideal des lutherischen Fürsten lässt sich am Bildprogramm der Kapelle im Celler Schloss (Foto) ablesen, das mit biblischen Szenen eine Art Fürstenspiegel darstellt. Die Fürstenloge (links) überragt die Kanzel (rechts); dies bringt zum Ausdruck, dass die Geistlichen im Auftrag des Landesherrn amtieren.
Als mittlere Ebene zwischen Landesherrn und Kirchengemeinden wurden meist Konsistorien geschaffen, mit Juristen und Theologen besetzte Gremien, die vor allem im Eherecht tätig waren. Neue Geistliche wurden durch Ordination eingesetzt. Kirchenordnungen entwarfen ein Gesamtbild der in einem Territorium gültigen Regelungen und zeigten das Profil der damit beauftragten Theologen (Johannes Brenz in Württemberg, Martin Bucer in Straßburg, Johannes Bugenhagen in Norddeutschland). Der Augsburger Reichs- und Religionsfrieden von 1555 legitimierte die damit eingeschlagene Entwicklung; um 1600 wurde dies in die Formel Cuius regio, eius religio gefasst: Wer ein Territorium regiert, bestimmt über die Religion der Einwohner.
Die Reformation in Preußen stellt einen Sonderfall dar. Der Hochmeister des Deutschen Ordens, Albrecht von Brandenburg, hatte seit 1522 Sympathien für die reformatorische Lehre. Auf Luthers Empfehlung hin wandelte er den Ordensstaat in ein weltliches Herzogtum um, das 1525 zum Lehen der polnischen Krone wurde. Die Reformation erfasste aber wohl zunächst nur die deutsche Bevölkerung in den Städten, da die prußische Landbevölkerung vom Deutschen Orden kaum missioniert worden war. Das Luthertum kam im 16. Jahrhundert nur selten mit heidnischen Bevölkerungen in direkten Kontakt, außer mit den Prußen nur mit den Samen im Norden Skandinaviens.
Der Tod Martin Luthers 1546 hinterließ ein Autoritätsvakuum, das Philipp Melanchthon nicht zu füllen vermochte. Dessen kirchenpolitische Positionierungen waren nämlich umstritten. Die im Schmalkaldischen Krieg militärisch unterlegenen Protestanten standen seit 1547 unter großem politischem Druck. Viele Akteure meinten, in der Endzeit zu leben: Es ging um alles oder nichts, und die Papstkirche wurde als Macht des Bösen angesehen. Nun kam ein Transformationsprozess in Gang; aus der relativ offenen, vielfältigen Wittenberger Reformation wurde die Lutherische Orthodoxie. Das geschah mit den Mitteln der damaligen Streitkultur. Die neuere Forschung unterscheidet acht „Streitkreise“, d. h. Gruppen von Schriften und Gegenschriften zu einem gemeinsamen Thema. Wenn man die Akteure, wie es üblich ist, in zwei „Lager“ einteilt – hier Luthers Erben (Gnesiolutheraner), dort Melanchthon und seine Schüler (Philippisten) –, so vereinfacht man damit die unübersichtliche Gemengelage. Im Osiandrischen Streit verteidigte sogar Matthias Flacius Melanchthons Rechtfertigungslehre, und den Antinomistischen Streit trugen die Gnesiolutheraner weitgehend unter sich aus.
Nach dem Konzil von Trient sahen sich die lutherischen Territorialkirchen durch die Neuaufbrüche im römischen Katholizismus stark unter Druck gesetzt und reagierten mit äußerer und innerer Konsolidierung: Äußerlich wurde die Kontrolle der Kirchenmitglieder (und vor allem der Pfarrerschaft) durch Zensur, Visitationen und Lehrzuchtverfahren verbessert. Die Gründung von Landesuniversitäten trug ebenfalls zur Konfessionalisierung bei. Die innere Konsolidierung leistete die Altlutherische Orthodoxie. Sie baute auf der konfessionsübergreifend anerkannten aristotelischen Philosophie auf und entwarf das Luthertum als widerspruchsfreies Lehrgebäude (Johann Gerhard, Abraham Calov, Johann Andreas Quenstedt). Luthers Schriften wurden dazu herangezogen, aber auch Impulse des Katholizismus, des Calvinismus und der Naturrechtsphilosophie aufgegriffen. Der Pietismus wurde als persönliche Frömmigkeitsbewegung im 17. Jahrhundert zum Korrektiv dieser kontroverstheologisch ausgerichteten lutherischen Orthodoxie (Johann Arndt: Vier Bücher vom wahren Christentum). Seit dem frühen 18. Jahrhundert versuchten Theologen wie Johann Franz Buddeus und Siegmund Jakob Baumgarten, Anliegen des Pietismus und der Aufklärung in die lutherische Theologie zu integrieren. Ein Beispiel für diese Integrationsbemühungen ist das 1702 von dem Tübinger Johann Wolfgang Jäger verfasste Compendium theologiae positivae, das lutherische Lehre mit erbaulichen Meditationen verband und damit eine differenzierte Antwort auf den Pietismus versuchte. Es wurde bis 1782 als Lehrbuch verwendet. Einige Territorialkirchen versuchten, mit einer Religionsgesetzgebung die Öffnung der lutherischen Theologie für aufklärerisches Gedankengut zu unterbinden und die Geltung der Bekenntnisschriften sicherzustellen (Woellnersches Religionsedikt in Preußen, 1788). Wolfgang Weber untersucht den lutherischen Pfarrerstand des 17. Jahrhunderts (Orthodoxie, Pietismus, Frühaufklärung) und stellt als Grundproblem fest: der Pfarrberuf war finanziell und soziokulturell attraktiv, und es gelang nicht, die Kandidaten fernzuhalten, die aus diesen Gründen ins Pfarramt strebten. Die Frage der Pfarrbesoldung blieb heikel. Die Angewiesenheit auf den Staat ist hierbei deutlich. Hatte man im späten 16., frühen 17. Jahrhundert noch das Recht des Geistlichen betont, weltliche Obrigkeiten zu kritisieren und wenn nötig Kirchenstrafen gegen sie zu verhängen, so kippte dies ein Jahrhundert später ins Gegenteil: Aufgabe der Pastoren war die „Herrschaftszuarbeit“, sie ging einher mit einer ausgeprägten Selbstdisziplinierung.
1806 wurde das Heilige Römische Reich deutscher Nation aufgehoben (Reichsdeputationshauptschluss); die Länder des Deutschen Bundes erhielten die kirchlichen Hoheitsrechte. Aus den Territorialkirchen wurden Landeskirchen, in denen die jeweiligen Landesherren die Kirchenhoheit (ius circa sacra), aber auch die eigentliche Kirchenleitung (ius in sacris) ausübten (Summepiskopat). Durch Pietismus und Aufklärung hatte die kontroverstheologische Polemik zwischen Lutheranern und Calvinisten ihre Bedeutung verloren. Daher schien es naheliegend, die durch den Wiener Kongress entstandenen, konfessionell gemischten Gebiete durch föderative Verwaltungsunionen zu vereinheitlichen. Die lutherischen und reformierten Kirchengemeinden blieben dabei erhalten. Ein prominenter Unterstützer der Unionspläne in Preußen war Friedrich Schleiermacher. Während die Planungen in Preußen noch liefen, wurde im Herzogtum Nassau die erste Union zwischen Lutheranern und Reformierten geschlossen (11. August 1817); Preußen folgte mit einer gemeinsamen Abendmahlsfeier der lutherischen und reformierten Hof- und Garnisonsgemeinden anlässlich des 300-jährigen Reformationsjubiläums, woran König Friedrich Wilhelm III. teilnahm. Weitere Unionen kamen hinzu: Pfalz 1818 (als Bekenntnisunion), Fulda 1818, Hanau 1818, Anhalt-Bernburg 1820, Waldeck 1820, Pyrmont 1820, Baden 1821 (als Bekenntnisunion), Rheinhessen 1822, Dessau 1827, Birkenfeld 1843, Köthen 1880 und Homburg 1901. Als Konsequenz daraus gab und gibt es in Deutschland Luthertum außerhalb der lutherischen Landeskirchen:
- Im Königreich Preußen lehnten um 1830 (300-jähriges Jubiläum der Confessio Augustana) mehrere Gemeinden und Pfarrer vor allem in Schlesien die Union ab. Staatliche Repression löste Auswanderungswellen nach Nordamerika und Australien aus. 1841 wurde die Evangelisch-lutherische Kirche in Preußen staatlich geduldet. Weitere lutherische Bekenntniskirchen entstanden in Sachsen, Kurhessen, Hessen-Darmstadt und Hannover.[50] → Hauptartikel: Evangelisch-lutherische (altlutherische) Kirche
- Innerhalb der Unionskirchen gibt es, regional verschieden, eine deutliche lutherische Prägung. Die Verfassungsurkunde der Altpreußischen Union gab den Kirchengemeinden und den Gemeindegliedern 1923 das Recht, sich als „evangelisch-lutherisch“, „evangelisch-reformiert“ oder „evangelisch-uniert“ zu bezeichnen.[51]

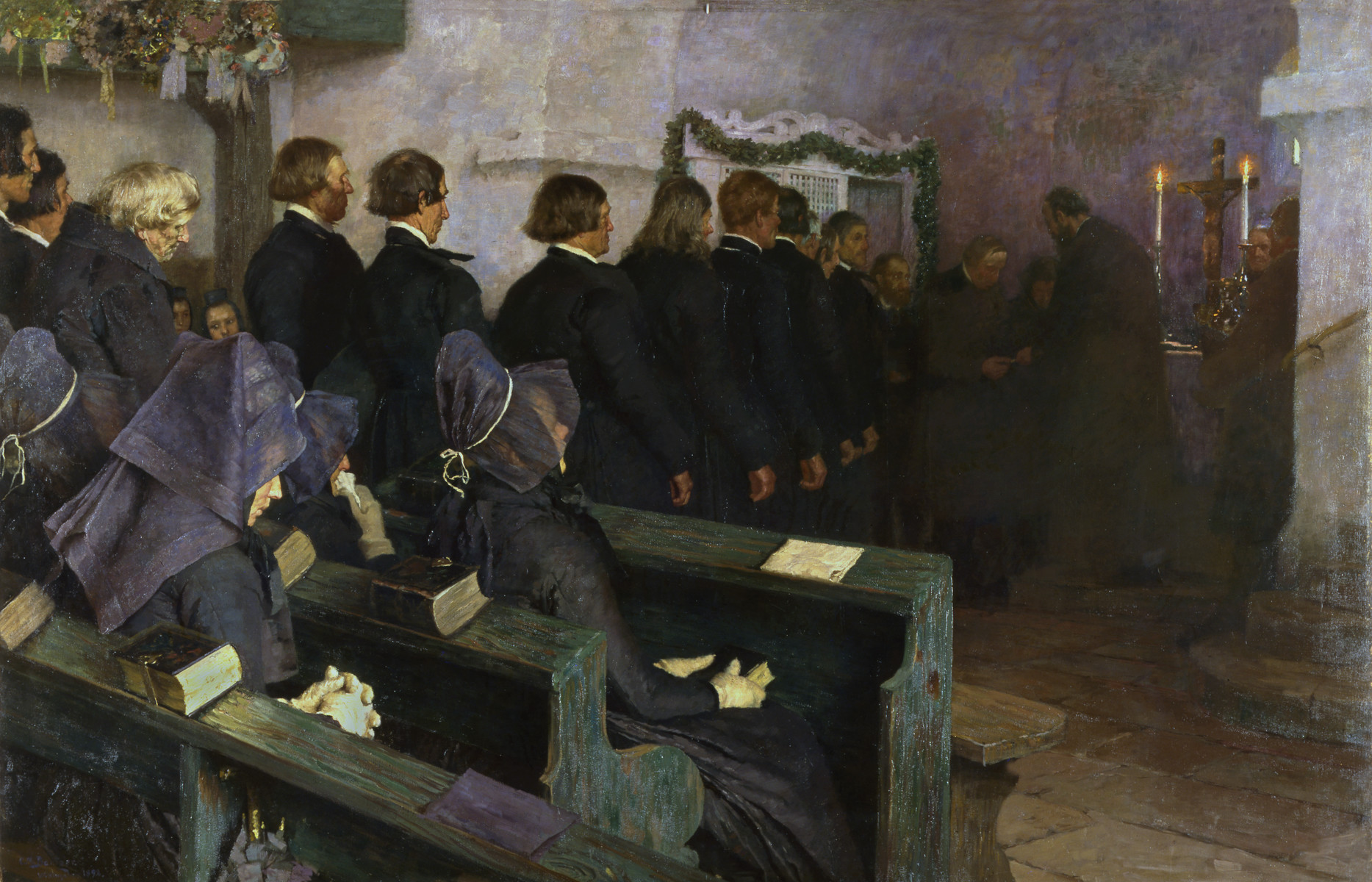
Abendmahl in einer hessischen Dorfkirche (Carl Bantzer, 1892, Museum für Kunst und Kulturgeschichte der Philipps-Universität Marburg)

Für das frühe 19. Jahrhundert stellt Anselm Schubert innerhalb des deutschen Luthertums verschiedene religiös-soziale Milieus fest, die allerdings durch den gemeinsamen Antikatholizismus geeint gewesen seien. Im Vormärz traten liberale Protestanten für Bürgerrechte und Aufhebung des Bekenntniszwangs ein. Sie sahen den Staat eher positiv als Initiator kirchlicher Reformen. Das konservative Kulturluthertum (Ernst Wilhelm Hengstenberg) stand für die politische Restauration, aber auch für stärkere Eigenständigkeit der Kirche. Als Repräsentanten des liberalen Kulturluthertums gelten Albrecht Ritschl und Adolf von Harnack. Der Begriff „Kulturprotestantismus“ wurde in den 1890er Jahren von konservativen Lutheranern geprägt, um ihre Gegner „falscher, weil die überlieferte Lehre und Glaubenssubstanz aushöhlender Vermittlungen von Rel[igion] und moderner Kultur zu bezichtigen,“ so Friedrich Wilhelm Graf. Auch der Begriff „Neuluthertum“ war zunächst abwertend gemeint, setzte sich dann aber in der Definition von Heinrich Hermelink als neutrale Bezeichnung für den lutherischen Neukonfessionalismus mit den regionalen Zentren Sachsen, Franken (Erlangen, Neuendettelsau) und Hannover durch. Er nahm Impulse aus der Erweckungsbewegung auf und betonte Bibel und Bekenntnis. In der Ekklesiologie und Amtstheologie ist allerdings eine Weiterentwicklung über die Bekenntnisschriften hinaus festzustellen. Aus zeitgenössischer Außenperspektive beobachtete der evangelisch-reformierte Theologe Karl Bernhard Hundeshagen 1864: „Das strikte Lutherthum unserer Tage bildet … keineswegs eine nach Innen betrachtet völlig gleichartige Masse. Vielmehr lassen sich in demselben drei Hauptfractionen, gleichsam drei … Interesserichtungen des lutherischen Geistes unterscheiden: auf das Abendmahl, auf das [kirchliche] Amt und auf den [politischen] Autoritätsbegriff.“
Die kirchenpolitischen Gruppen organisierten sich im liberalen Deutschen Protestantenverein und im konservativen Gustav-Adolf-Verein. Ähnlich wie im Katholizismus kam es auch im Luthertum zur Gründung konfessioneller Zweckvereine, wie der Inneren Mission und den Bibelgesellschaften.
Nach dem Ersten Weltkrieg endete in Deutschland das landesherrliche Kirchenregiment. Die deutschen Landeskirchen gaben sich nach 1918 Kirchenverfassungen, die synodale und episkopale Elemente verbanden. Synodale Strukturen waren teilweise schon im späten 19. Jahrhundert ausgebildet worden; das Bischofsamt wurde nach 1918 in mehreren Landeskirchen neu eingeführt: in Hannover, Sachsen und Schleswig-Holstein 1922, in Bayern und Hamburg 1933. Hans Christian Knuth sieht in dieser Entwicklung die „Zweideutigkeit der Zeit“. Denn neben altkirchlichen Traditionen begünstigte das politische Führerprinzip die Einführung des Bischofsamtes.
Bei den Kirchenwahlen am 23. Juli 1933 erzielten die Deutschen Christen einen deutlichen Sieg, der ihnen ermöglichte, Schlüsselpositionen in der Deutschen Evangelischen Kirche zu besetzen. Die bisherigen Kirchenleitungen blieben nur in den Landeskirchen Bayern, Hannover und Württemberg im Amt (Bischöfe: Hans Meiser, August Marahrens und Theophil Wurm). Die Thüringer Evangelische Kirche (Bischof: Martin Sasse) war eine Hochburg der Deutschen Christen; in Eisenach bestand von 1939 bis 1945 das Institut zur Erforschung und Beseitigung des jüdischen Einflusses auf das deutsche kirchliche Leben. Aus seiner Arbeit ging unter anderem Die Botschaft Gottes (1940) hervor, ein eklektisches Neues Testament, das sich sprachlich an die Lutherbibel anlehnte und im Vorwort beanspruchte, Luthers Werk weiterzuführen.

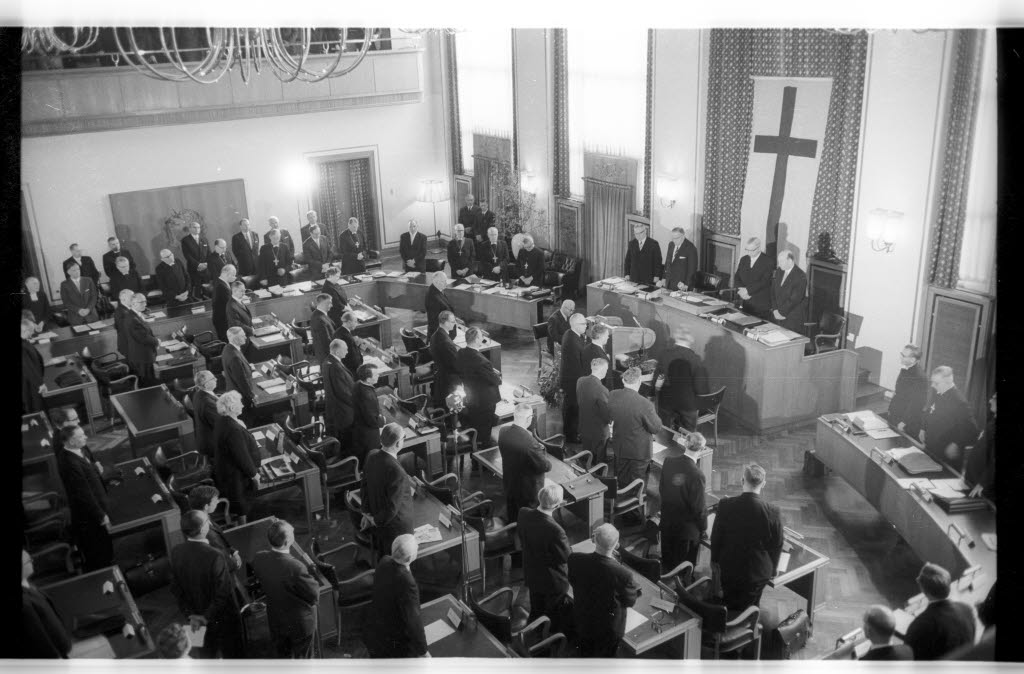
Eröffnung der Generalsynode der VELKD im Kieler Rathaus, 10. Mai 1965

Nach 1948 traten außer Oldenburg und Württemberg alle lutherischen Landeskirchen der Vereinigten Evangelisch-Lutherischen Kirche Deutschlands bei. Oldenburg und Württemberg blieben dem Zusammenschluss fern, weil sie darin ein mögliches Hindernis beim Zusammenwachsen der evangelischen Landeskirchen in Deutschland sahen.

#### Skandinavien
Thomas Kaufmann charakterisiert die Reformationen in den skandinavischen Staaten als „Königsreformationen“, da sie (ebenso wie in England) von Monarchen vorangetrieben wurden, wobei Fragen der Kirchenorganisation und der Liturgie im Vordergrund standen. Theologische Auseinandersetzungen hatten, verglichen mit der Entwicklung im Reich, untergeordnete Bedeutung. Die lutherischen Staatskirchen Skandinaviens hatten einen mittelbaren, aber starken und konstanten Einfluss auf „Mentalität, Lebens- und Umgangsformen, Kunst und Literatur, Wissenschaft und Bildung“, so Kaufmann.

##### Dänemark, Norwegen, Island

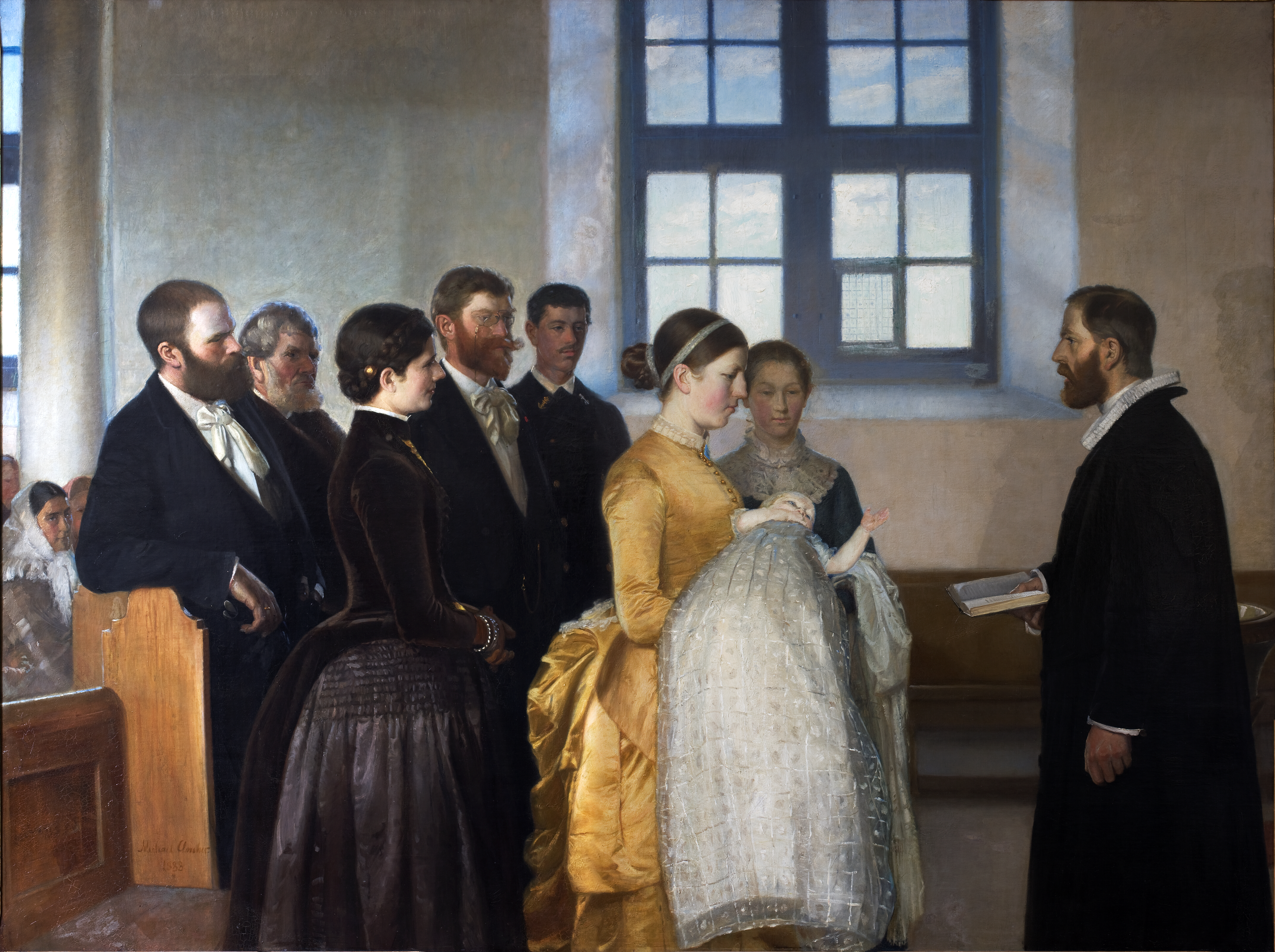
Taufe in der Kirche von Skagen (Michael Ancher, 1880er Jahre, Kunstmuseum Ribe)

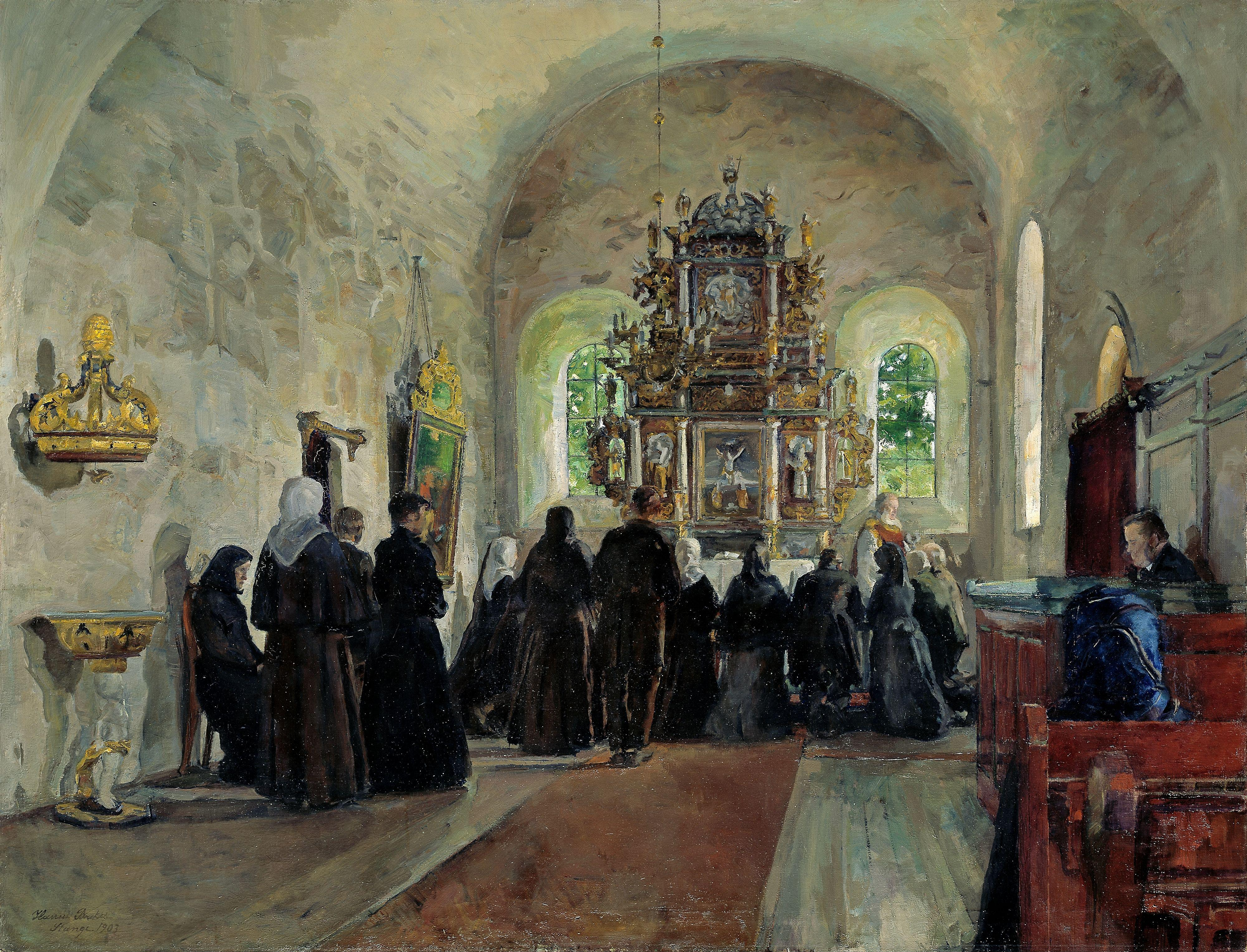
Abendmahlsfeier in der Kirche von Stange (Harriet Backer, 1903, Nationalmuseum Oslo)

Poul Helgesen vertrat an der Universität Kopenhagen seit 1519 einen eigenständigen Bibelhumanismus, mit dem er die späteren dänischen Reformatoren prägte. Dieser Bibelhumanismus beeinflusste auch den König Christian II., der für kurze Zeit Dänemark, Norwegen und Schweden (mit Finnland) regierte, bevor diese Kalmarer Union zerbrach in Dänemark und Norwegen einerseits und Schweden mit Finnland andererseits, die eine verschiedene Entwicklung nahmen. Christian II. war persönlich an reformatorischer Theologie interessiert. Er bat den sächsischen Kurfürsten Friedrich 1521, Martin Luther und Andreas Karlstadt an die Universität Kopenhagen zu entsenden. Wirklich wirkte Karlstadt im Mai/Juni 1521 in Kopenhagen an der Erarbeitung einer Kirchenordnung mit; diese Entwicklung wurde aber unterbrochen, weil der dänische Adel Christian II. zwang, ins Exil zu gehen. 1524 und 1526 war Christian II. selbst in Wittenberg; sein Vertrauter Hans Mikkelsen übersetzte das Neue Testament ins Dänische. Die Verbreitung dieses Neuen Testaments sollte die Rückkehr Christians auf den dänischen Thron unterstützen, aber Christian scheiterte 1532 und verbrachte den Rest seines Lebens in Haft. Unterdessen wurde die Reformation in Dänemark durch die Bürgerschaft in den Hansestädten vorangetrieben. Als der Johannitermönch Hans Tausen 1525 wegen lutherischer Predigt in Viborg mit kirchlichen Sanktionen belegt wurde, erreichte die Bürgerschaft, dass er einen königlichen Schutzbrief erhielt. Die Gruppe um Tausen setzte allmählich durch, dass in vielen Stadtkirchen evangelisch gepredigt wurde. Herzog Christian von Schleswig führte im Amt Hadersleben die Reformation in ähnlicher Weise durch, wie das in vielen Territorien des Reichs geschah. Er wurde 1534 als Christian III. dänischer König und nutzte die Einführung des Luthertums als Mittel zur Herrschaftssicherung. „Somit hatte das west-dänische Luthertum unter Christian III. mit dem Herrscher als Oberhaupt über die radikale und demokratische  lutherische Bewegung Ostdänemarks gesiegt,“ fasst Carl-Gustav Andrén zusammen. Die Umstrukturierungen der dänischen Kirche fanden zwischen 1536 und 1539 statt. Das Luthertum etablierte sich vorwiegend als eine Buch- und Lesekultur; die vom König geförderten Theologen, darunter der Melanchthonschüler Niels Hemmingsen, verfassten außer einer dänischen Bibel und liturgischen Werken ein großes Spektrum an erbaulicher Literatur. (Im dünn besiedelten Island konkretisierte sich das Luthertum sogar vorwiegend als „häusliche Lesekultur“.) Die ländliche norwegische Bevölkerung lernte das Luthertum zunächst nicht in der eigenen Sprache kennen, sondern in Gestalt dänischer Gottesdienste, die von der dänischen Obrigkeit eingeführt und durchgesetzt wurden.

##### Schweden und Finnland
1523 löste sich Schweden mit Hilfe Lübecks aus der dänisch dominierten Kalmarer Union. Der Reichstag von Västeras begründete 1527 eine schwedische Nationalkirche, wobei über den Bischof von Västerås, Petrus Magni, die Apostolische Sukzession an die neu geweihten schwedischen Bischöfe weitergegeben wurde. Die Brüder Olaus und Laurentius Petri waren durch ihr Studium in Wittenberg geprägt; Olaus Petri, ab 1524 Pfarrer in Stockholm, übersetzte das Neue Testament ins Schwedische und verfasste reformatorische Schriften, und Laurentius Petri wurde 1531 Erzbischof von Uppsala. Dass letzterer sehr lange, bis 1573, amtierte, war ein Element der Kontinuität in der schwedischen Reformationsgeschichte. Die Bevölkerung wurde aber allenfalls in den Städten von lutherischem Gedankengut erreicht; erst 1544 verbot ein Reichstag Heiligenverehrung, Pilgerfahrten und Votivmessen. König Johann III. steuerte ab 1568 die Kirchenpolitik in reformkatholischem Sinne um, stieß aber auf Widerstand in der mittlerweile weitgehend an lutherischen Fakultäten in Deutschland ausgebildeten höheren Geistlichkeit. Unter seinem Sohn Sigismund III. Wasa, der in Personalunion Schweden und Polen regierte, stand die Rekatholisierung Schwedens bevor. Johanns Bruder Karl berief 1593 zusammen mit dem Reichsrat eine Nationalsynode nach Uppsala ein. Die Synode nahm das Augsburger Bekenntnis von 1530 an und erklärte es zusammen mit den altkirchlichen Bekenntnissen (Apostolikum, Nicäno-Konstantinopolitanum und Athanasianum) zur Lehrgrundlage der schwedischen Kirche. 1595 beschloss die Ständeversammlung von Söderköping, dass Abweichung vom schwedischen lutherischen Bekenntnis die Landesverweisung zur Folge haben sollte. 1599 setzen die schwedischen Stände den katholischen König Sigismund ab und wählten 1600 dessen Onkel Karl zum neuen schwedischen König.

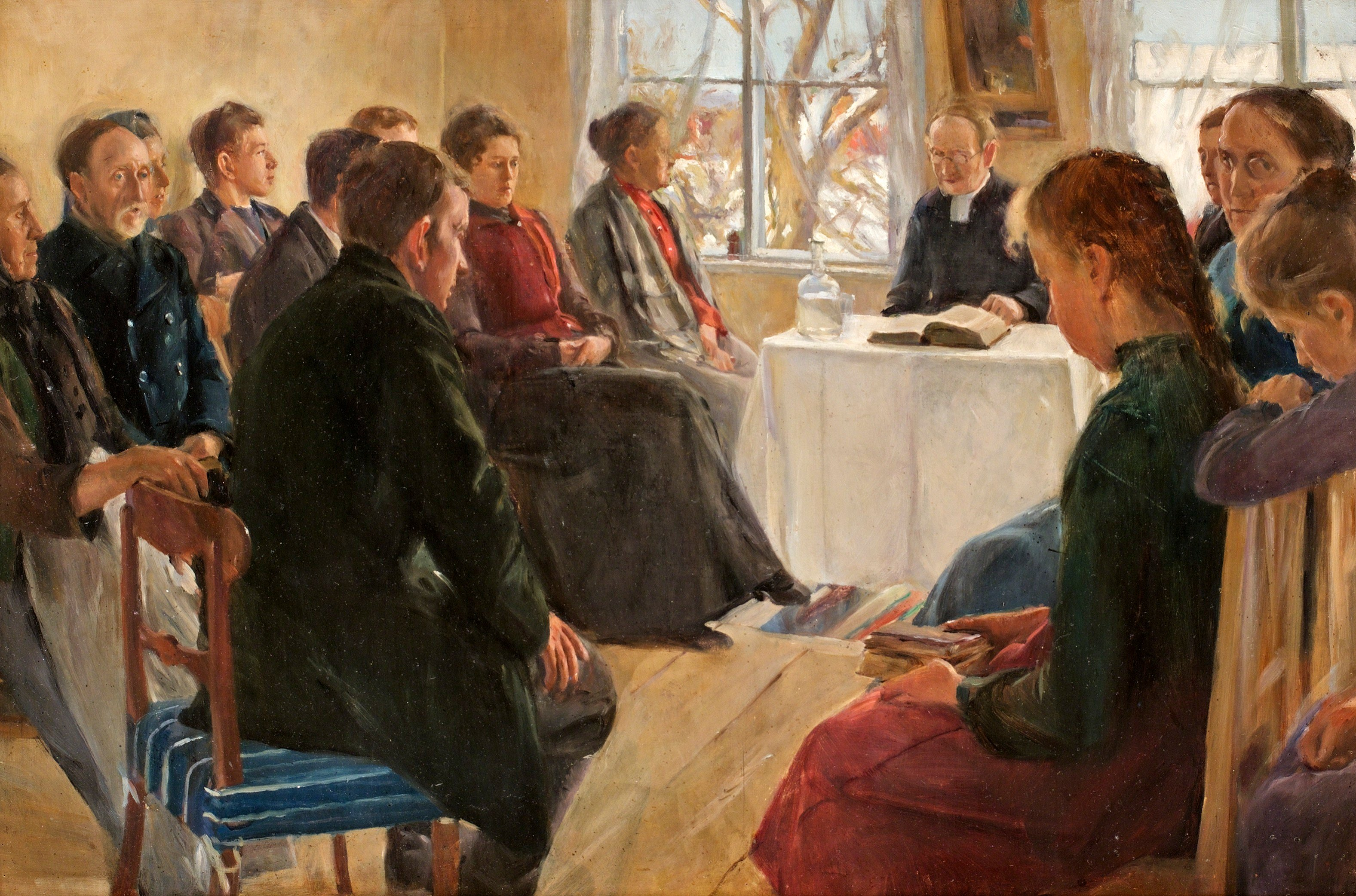
Knut Ander, „Husförhör“, 19. Jahrhundert.

In der Großmachtzeit (1611–1719) inszenierte Schweden sich als Schutzmacht des Luthertums in Europa. Die Eroberung von Ingermanland und Livland von Russland bzw. Polen-Litauen wurde mit dem Schutz der dortigen Lutheraner begründet, ebenso das Eingreifen in den Dreißigjährigen Krieg ab 1630 auf Seiten der evangelischen Mächte. In der Altranstädter Konvention konnte König Karl XII. 1707 vom Kaiser Joseph I. die Rückgabe von 121 beschlagnahmten Kirchen und den Bau von sechs Gnadenkirchen erreichen. Im Inneren ist die Zeit durch eine enge Verbindung von Kirche und Staat gekennzeichnet, die ihren Höhepunkt in der neuen Kirchenverfassung (kyrkolag) von 1686 erreichte. Die Pfarrer waren verpflichtet zur Folkbokföring, der Führung der Einwohnerregister, und bis zum Ende des 19. Jahrhunderts auch zu jährlichen Katechisationsbesuchen (husförhör) bei allen Gemeindegliedern, in denen sie die Bibelkenntnisse, aber auch sonstige Kenntnisse sowie die Lebensführung überprüften. Bis auf wenige mit Privilegien ausgestattete reformierte oder jüdische Einwanderer durften nur Lutheraner im Land leben, erst 1860 wurde eine begrenzte Konfessionsfreiheit gewährt.
Die skandinavischen lutherischen Staatskirchen erlebten im 19. und 20. Jahrhundert mehrere Erweckungsbewegungen; eine Frucht davon sind Freiwilligenorganisationen (Frömmigkeit, Mission, Diakonie, Bildung). Skandinavien hat aus dieser Tradition heraus einen größeren Beitrag zur weltweiten lutherischen Mission geleistet als die deutschen und nordamerikanischen Schwesterkirchen. In Dänemark, Norwegen und Finnland blieben die Erweckungsbewegungen Teil der Staatskirchen, nur in Schweden wanderte ein größerer Teil in freikirchliche Bewegungen (Laestadianismus, Schwedische Missionskirche) ab. In der Staatskirche setzte sich dafür im 19. Jahrhundert eine stärker hochkirchliche Richtung durch.

#### Übriges Europa
Auch außerhalb des Heiligen Römischen Reiches Deutscher Nation und Skandinaviens entstanden im 16. Jahrhundert lutherische Territorialkirchen.
Bereits 1524 führte (der im Reich abgesetzte und geächtete) Herzog Ulrich von Württemberg in der Grafschaft Mömpelgard die Reformation ein, die sein Halbbruder Georg I. von Württemberg-Mömpelgard in seiner langen Herrschaftszeit festigte. Zeitweise stand die Kirche unter dem Einfluss des mit Johannes Calvin befreundeten Guillaume Farel, aber ab 1555 setzte sich das Luthertum wieder durch. Bis zur Übernahme des Gebietes durch Frankreich am Ende des 18. Jahrhunderts blieb die Kirche eng mit der des Herzogtums Württemberg verbunden. Innerhalb der Evangelisch-Lutherischen Kirche von Frankreich (2012 mit der Reformierten Kirche zur Vereinigten Protestantischen Kirche Frankreichs vereinigt) gehörten etwa 35.000 Gemeindeglieder (mehr als drei Viertel der Kirche) zur Inspection de Montbéliard.
Nach dem Vorbild des bereits 1525 säkularisierten Herzogtums Preußen bildete Herzog Gotthard Kettler 1561 einen Teil des Deutschordensstaates zum Herzogtum Kurland und Semgallen um, in dem das Luthertum die staatlich geförderte Konfession wurde, ebenso wie im von Schweden kontrollierten Herzogtum Estland. Im gleichzeitig entstandenen Herzogtum Livland, das zu Polen-Litauen gehörte, wurde die Gegenreformation gefördert. Erst als Schweden ab 1621 im Polnisch-Schwedischen Krieg große Teile Livlands eroberte und schließlich als Schwedisch-Livland bis 1721 seinem Reich anschloss, wurde ein evangelisches Kirchenwesen begründet. Wie in Kurland und Estland (nur zwischen 1638 und 1710 amtierten dort auch Bischöfe), aber anders als in Schweden und Finnland übten Superintendenten (ab 1675 Generalsuperintendenten) zusammen mit einem Konsistorium die Aufsicht über die Gemeinden und Pfarrer aus. Als Estland und Livland ab 1710 und Kurland ab 1795 zum Russischen Kaiserreich gehörten, änderten sich die kirchlichen Verhältnisse zunächst nicht. Erst durch das neue Statut der Evangelisch-Lutherischen Kirche in Russland von 1832 wurden die drei Ostseegouvernements zu Konsistorialbezirken, die dem Evangelisch-Lutherischen General-Konsistorium in Sankt Petersburg unterstanden. Mit der Selbständigkeit der Staaten Estland und Lettland nach der Oktoberrevolution organisierten sich die Estnische Evangelisch-Lutherische Kirche und die Evangelisch-Lutherische Kirche Lettlands neu. Bis zur Eingliederung in die Sowjetunion 1940 gehörten ihr die überwiegende Mehrheit der Bevölkerung in beiden Staaten an; bis heute sind sie die größten religiösen Gemeinschaften in Estland und Lettland.
Im Herzogtum Teschen wurde unter dem ab 1545 regierenden Herzog Wenzel III. die Reformation eingeführt. Obwohl in dem Gebiet um die Doppelstadt Cieszyn in Polen und Český Těšín in Tschechien unter habsburgischer Herrschaft im 17. Jahrhundert eine rigorose Gegenreformation durchgeführt wurde, blieb die Mehrheit der Bevölkerung lutherisch. In der Evangelisch-Augsburgischen (lutherischen) Kirche in Polen gehören mehr als Hälfte der Mitglieder zu dem kleinen Gebiet der Diözese Cieszyn; die Schlesische Evangelische Kirche A.B. in Tschechien war ebenfalls lange Zeit eine Mehrheitskirche.
Die Siebenbürger Sachsen besiedelten zwar kein geschlossenes Territorium, waren aber eine sich selbst regierende Volksgruppe innerhalb des Fürstentums Siebenbürgen. Seitdem die Reformation in Siebenbürgen in der Mitte des 16. Jahrhunderts eingeführt worden war, bildete die Evangelische Kirche A.B. in Rumänien eine lutherische Territorialkirche, die während der Zugehörigkeit zum Osmanenreich, zum Habsburgerreich und zu Rumänien relativ stabil blieb und erst durch die Auswanderung ab 1990 mehr als 90 % ihrer Gemeindeglieder verlor.

### Minderheitskirchen in Europa
Auch in europäischen Staaten, in denen die Obrigkeit die Reformation nicht unterstützte, konnte das Luthertum sich ausbreiten, bevor es im 17. Jahrhundert wieder in eine Minderheitenposition geriet.
In den Herzogtümern Jülich-Kleve-Berg verzichtete Herzog Wilhelm V. auf die Bevorzugung einer Konfession. So entstanden zahlreiche lutherische, später auch reformierte Gemeinden in diesem Gebiet. Von großer Bedeutung für die Kirchengeschichte Deutschlands wurde, dass die lutherischen Gemeinden von Kleve-Mark sich unter dem Einfluss der Reformierten (Synode von Emden) nach den Prinzipien der presbyterial-synodalen Ordnung selbst regierten, was auch im 17. Jahrhundert unter preußischer Herrschaft erhalten werden konnte. Im 19. Jahrhundert führten die Bemühungen der Gemeinden, ihre über mehr als 200 Jahre ausgeübte Selbstregierung zu behalten, 1835 zur Rheinisch-Westfälischen Kirchenordnung in den preußischen Westprovinzen und dadurch mittelbar zur Einführung von Repräsentativverfassungen in den evangelischen Kirchen in ganz Deutschland.

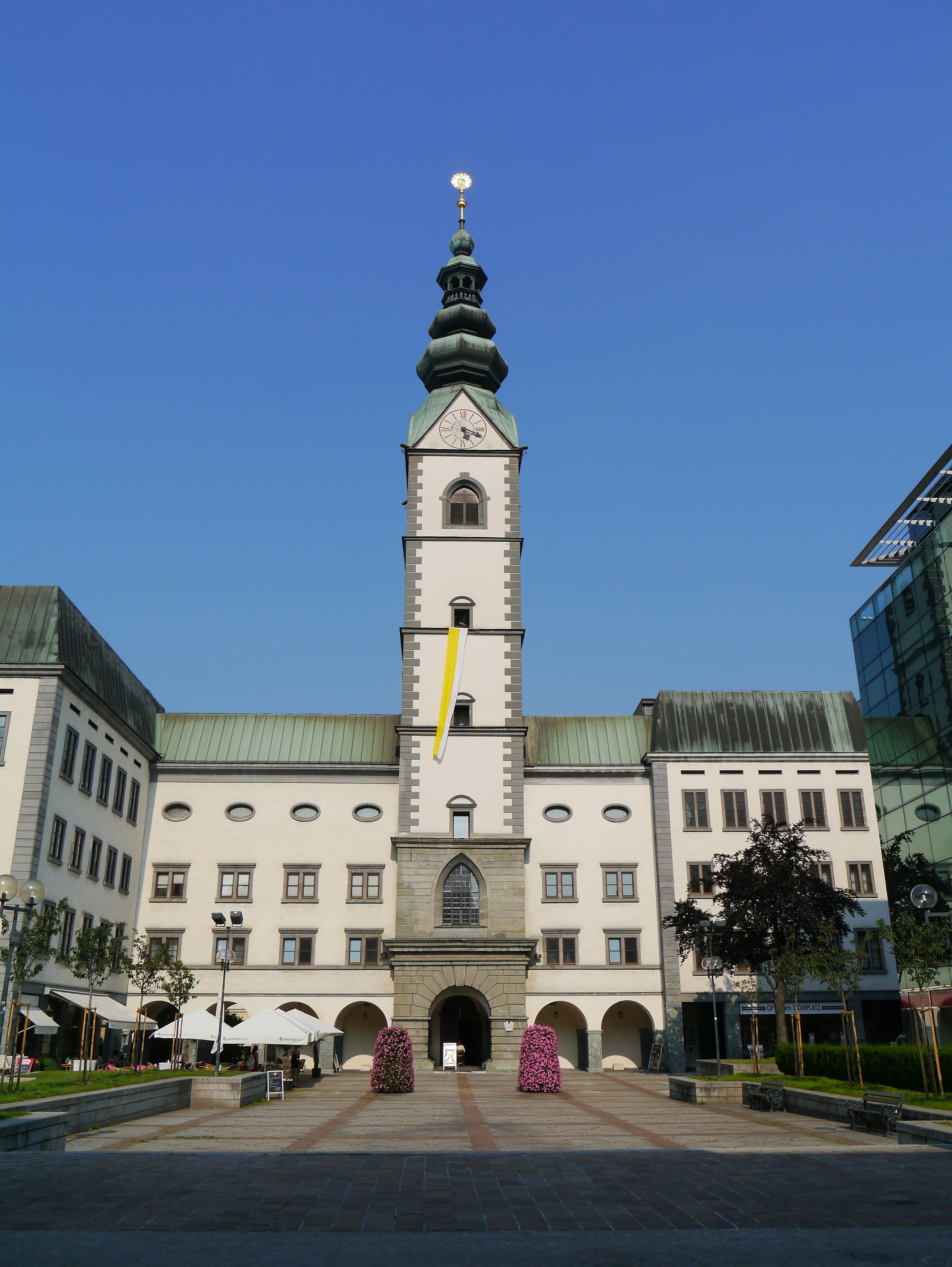
Der Klagenfurter Dom wurde 1581–1591 als lutherische Kirche erbaut.

In den Habsburgischen Erblanden konnte schon in den 1520er Jahren die Reformation Fuß fassen. Zahlreiche lutherische Pfarrer konnten ungehindert predigen, gefördert durch den Adel; es gab aber noch keine rechtliche Organisation der lutherischen Kirche, sondern eine „latente Bikonfessionalität“, eine „friedliche Koexistenz der religiösen Überzeugungen“, die 1568 auch durch eine Konzession von Maximilian II. anerkannt wurde. Vor allem in Oberösterreich, der Steiermark und Kärnten war Ende des 16. Jahrhunderts die überwältigende Mehrheit der Einwohner evangelisch. Mit der Übernahme der Macht durch Rudolf II. begann 1576 in Wien und Niederösterreich die Gegenreformation, die nach der Münchner Konferenz von 1579 mit Unterstützung des Herzogtums Bayern auch in den anderen Landesteilen umgesetzt wurde. Im Oberösterreichischen Bauernkrieg von 1626 wurden die letzten Überreste der lutherischen Kirchenorganisation zerschlagen. Die erzwungene Rekatholisierung führte bis in die Mitte des 18. Jahrhunderts zu mehreren Auswanderungswellen. Ein Geheimprotestantismus konnte sich jedoch halten, so dass sich nach dem 1781 von Joseph II. erlassenen Toleranzpatent mehr als 100.000 Personen im damaligen Cisleithanien als Evangelische registrierten und die Evangelische Kirche A.B. in Österreich bildeten.

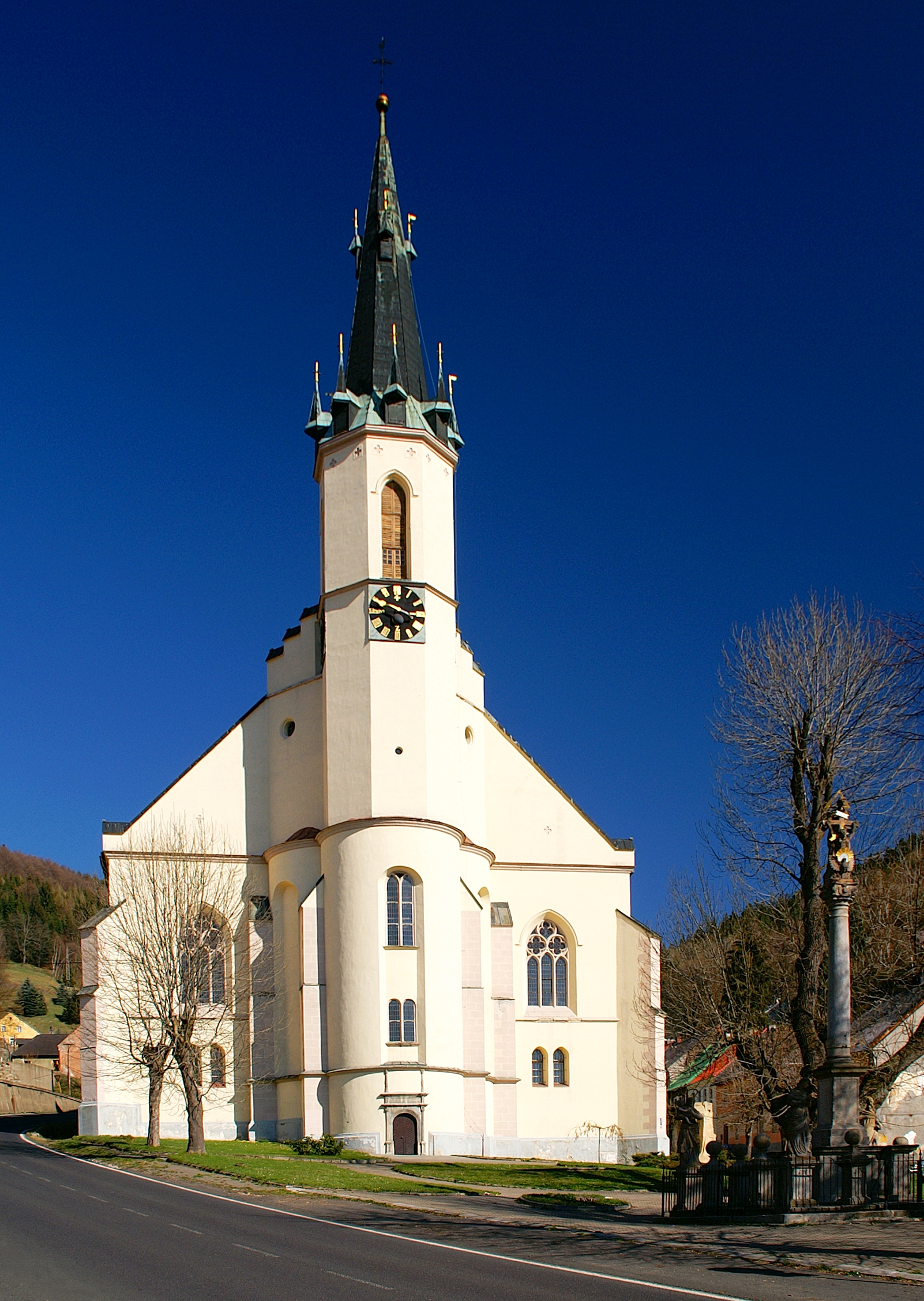
Die Stadtkirche in Sankt Joachimsthal wurde von 1534 bis 1540 als erste lutherische Kirche überhaupt errichtet.

Auch in Böhmen und Mähren, wo seit dem 15. Jahrhundert die Mehrheit der Bevölkerung der auf Jan Hus zurückgehenden Utraquistischen Kirche angehörte, fielen Luthers Gedanken auf fruchtbaren Boden. Ab 1519 bemühte Luther sich um Gemeinschaft sowohl mit den Utraquisten als auch mit den Böhmischen Brüdern, dem radikaleren Flügel der tschechischen Reformation. Schon sehr früh entstanden lutherische Gemeinden (so 1521 in Sankt Joachimsthal, 1522 in Iglau), vor allem in den deutschen Siedlungsgebieten. Die unter den Tschechen weiter vorherrschende Utraquistische Kirche spaltete sich in die konservativen Altutraquisten und die Neuutraquisten, die weitgehend die Lehre Luthers übernahmen. Ein Zeugnis der Übereinstimmung war die gemeinsam (auf Grundlage der Confessio Augustana) verfasste Confessio Bohemica von 1575. Die ab 1547 einsetzenden gegenreformatorischen Maßnahmen durch die habsburgischen Landesherren blieben weitgehend erfolglos. 1609 erreichten die böhmischen Landstände von Kaiser Rudolf II. einen Majestätsbrief, der den Protestanten Religionsfreiheit zusicherte. Der Kampf um die Sicherung der verbrieften Rechte führte 1618 zum Ständeaufstand, der den Dreißigjährigen Krieg auslöste. Nach dem Sieg in der Schlacht am Weißen Berg erklärte Kaiser Ferdinand II. 1621 den Majestätsbrief für ungültig. Gegenüber den drakonischen Rekatholisierungsmaßnahmen konnte sich auch hier nur ein Geheimprotestantismus halten, nur das Ascher Ländchen blieb lutherisch. Nach dem Protestantenpatent wurden 1784 die Evangelische Superintendentur A. B. Böhmen  und die Evangelische Superintendentur A. B. Mähren und Schlesien gegründet. Nach der Gründung der Tschechoslowakei schlossen sich die böhmischen und mährischen Lutheraner mit den Reformierten zur Evangelischen Kirche der Böhmischen Brüder zusammen.

Der Reformator Primož Trubar auf der slowenischen 1-Euro-Münze.

In Laibach, dem heutigen Ljubljana, predigte Primož Trubar (deutsch Primus Truber) seit den 1530er Jahren am Dom in slowenischer Sprache auf lutherische Weise. Im Exil in Deutschland veröffentlichte er 1550 einen lutherischen Katechismus als erstes Buch in slowenischer Sprache, später auch eine slowenische Bibelübersetzung. Sein Versuch, ab 1562 als Superintendent eine slowenische Kirche aufzubauen, endete 1565 mit der erneuten Ausweisung. Während der Rekatholisierung seit dem frühen 17. Jahrhundert konnte sich das Luthertum nur noch im damals ungarischen Prekmurje halten; erst im 19. Jahrhundert entstanden weitere lutherische Gemeinden, die heute zur kleinen Evangelischen Kirche Augsburgischen Bekenntnisses in Slowenien gehören. Da Trubar aber als Schöpfer der slowenischen Schriftsprache verehrt wird, ist er auf der 1-Euro-Münze abgebildet, und der Reformationstag ist ein nationaler Feiertag.

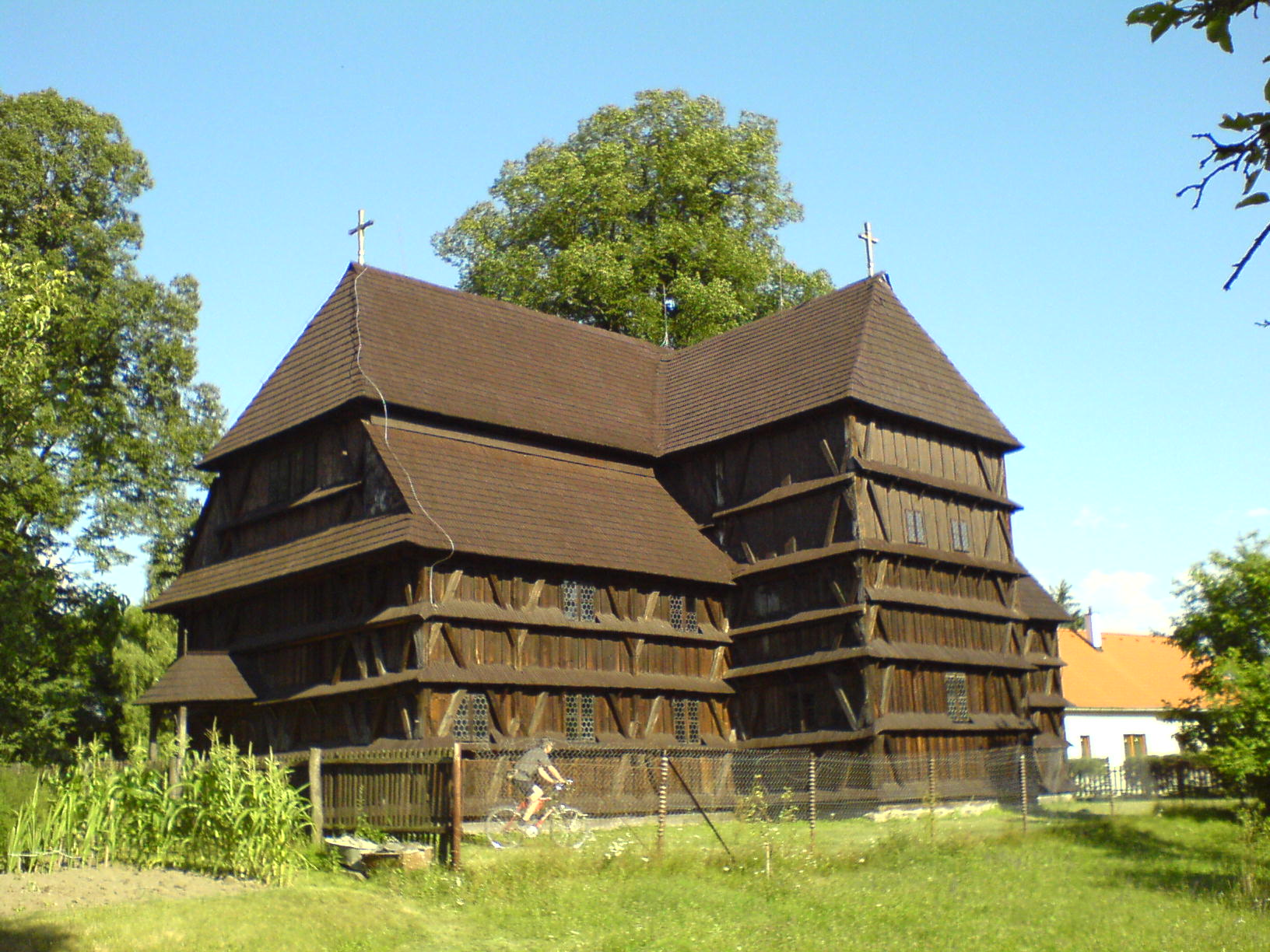
Die Artikularkirche in Hronsek konnte nach 1681 errichtet werden.

In den Ländern der ungarischen Krone breitete sich das Luthertum ebenfalls seit den 1520er Jahren aus. Besonders in deutschsprachigen Gebieten, so unter den Siebenbürger Sachsen, in den Königlichen Freistädten der Pentapolitana, den Bergstädten der Zips und weiteren Siedlungen der Karpatendeutschen, aber auch in dem zum Königreich Ungarn gehörenden Burgenland mit der Stadt Oedenburg, dem heutigen Sopron, konnte früh eine lutherische Kirchenorganisation etabliert werden. Unter den Magyaren verbreiteten in Wittenberg ausgebildete Theologen wie Matthias Devai, Johannes Sylvester, Mihály Sztárai und Gallus Huszár die Lehre der Reformation. Günstig wirkte sich aus, dass das Land im Bürgerkrieg zerrissen und faktisch dreigeteilt war. In den von Habsburg beherrschten Gebieten (Königliches Ungarn) musste auf die einflussreichen Magnatenfamilien und die Städte Rücksicht genommen werden. Im Fürstentum Siebenbürgen herrschte weitgehende (nach dem Edikt von Torda 1568 sogar verbriefte) Glaubensfreiheit, und auch im vom Osmanischen Reich kontrollierten Mittelungarn wurde der Protestantismus gefördert. Hier ging jedoch der Großteil der Gemeinden im Laufe der 1560er Jahre zum Calvinismus über und bildete nach der Synode von Debrecen 1567 die Reformierte Kirche in Ungarn. Die lutherische Kirche organisierte sich 1610 auf der Synode von Sillein. Erst danach wurde die Rekatholisierung intensiv betrieben, gipfelnd in der sogenannten „Trauerdekade“ des ungarischen Protestantismus ab 1671. Der Ödenburger Landtag von 1681 proklamierte eine eingeschränkte Toleranz und ermöglichte den Neubau von 38 Kirchen als Ersatz für die der römisch-katholischen Kirche übergebenen Gebäude. Im 18. Jahrhundert konsolidierten beide evangelischen Kirchen ihre Organisation auf presbyterial-synodaler Basis, jedoch mit Beibehaltung des Bischofsamtes. Die lutherische Kirche hatte ihren Schwerpunkt in der heutigen Slowakei und wurde im 19. Jahrhundert zu einem der Träger der slowakischen Nationalbewegung. Nachdem das Königreich Ungarn 1920 zwei Drittel seines Territoriums verloren hatte, teilte die lutherische Kirche sich in die Evangelisch-Lutherische Kirche in Ungarn, die Evangelische Kirche Augsburgischen Bekenntnisses in der Slowakei, die Evangelisch-Lutherische Kirche in Rumänien und die Slowakische Evangelische Kirche A. B. in Serbien.

### Einwandererkirchen

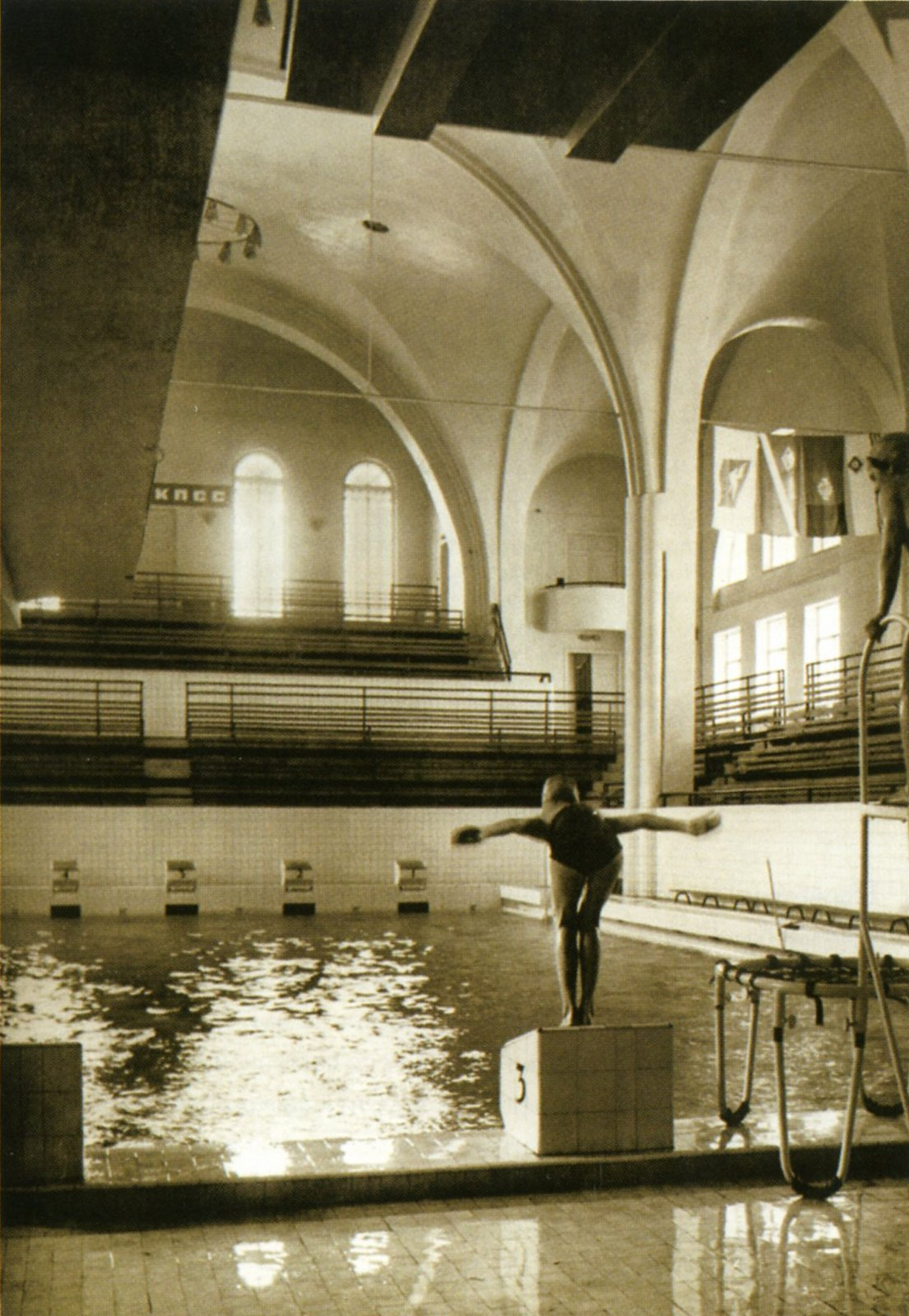
Die 1833–1838 erbaute Sankt-Petri-Kirche in Sankt Petersburg wurde in der kommunistischen Ära als Schwimmbad genutzt.

Bereits in der ersten Hälfte des 16. Jahrhunderts wanderten deutsche Lutheraner (meist Handwerker, Künstler und Kaufleute) in das Zarenreich Russland aus. Sie feierten ihre Gottesdienste zunächst in Privathäusern, bis Zar Iwan IV. 1576 den Bau der Kirche St. Michaelis in Moskau gestattete. Noch im 16. Jahrhundert entstanden lutherische Gemeinden in weiteren Städten; zu Beginn des 18. Jahrhunderts verlieh Zar Peter der Große den Lutheranern völlig Religionsfreiheit. Unter Zarin Katharina II. kam es ab 1763 zur Ansiedlung der Wolgadeutschen, die großenteils Lutheraner waren, und damit zu einer starken Zunahme lutherischer Gemeinden (siehe Evangelisch-lutherische Russlanddeutsche). 1820 setzte Zar Alexander I. Zacharias Cygnaeus als Bischof in St. Petersburg ein, um eine einheitliche Kirchenorganisation zu schaffen. Dies gelang jedoch erst 1832 mit der Gründung der „Evangelisch-Lutherischen Kirche in Russland“ durch Zar Nikolaus I. In ihr waren die lutherischen Gemeinden Russlands, der Ostseeprovinzen und Kongresspolens vereinigt und wurden durch das Evangelisch-Lutherische General-Konsistorium geleitet. 1917 gehörten etwa 3,6 Millionen zu der Kirche, deren Amtssprache Deutsch war, davon etwa zwei Drittel in den baltischen Gouvernements. Lutheraner hatten überproportionalen Einfluss auf Politik und Geistesleben. Im Ersten Weltkrieg kam es zu Repressionen und in der Ära des Stalinismus zu einer systematischen Verfolgung, bis die Kirche 1938 völlig zerschlagen war. Nach dem Zweiten Weltkrieg konnten wieder einzelne Gemeinden aufgebaut werden, aber erst 1988 kam es durch die Einsetzung von Harald Kalnins als Bischof zur Neuorganisation der Evangelisch-Lutherischen Kirche in Russland, der Ukraine, in Kasachstan und Mittelasien.

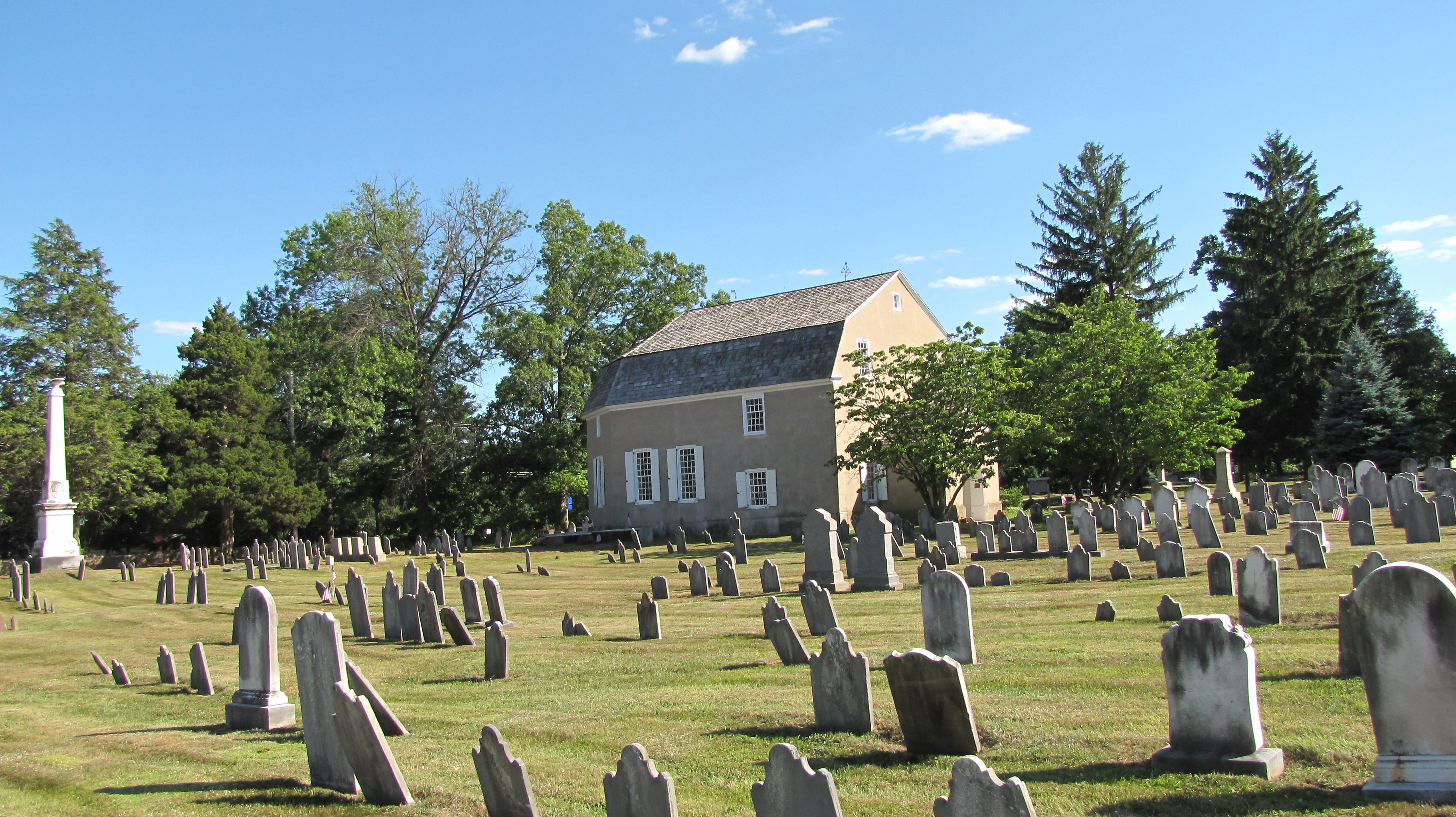
Augustus Lutheran Church in Trappe (Pennsylvania), erbaut 1743 unter Leitung von Henry Melchior Muhlenberg

Lutherische Einwanderer sind in Nordamerika seit dem frühen 17. Jahrhundert nachgewiesen. Aber erst im 18. Jahrhundert kam es zu ersten Zusammenschlüssen. Gotthilf August Francke vermittelte Henry Melchior Muhlenberg als Pfarrer für die Gemeinden in Providence, New Hanover und Philadelphia. Die Gemeindeorganisation ging also vom Hallischen Pietismus aus, dem auch Muhlenberg zuzurechnen ist. 1742 traf Muhlenberg in Pennsylvanien ein, 1748 kam die von ihm organisierte Pfarrsynode erstmals zusammen, die von da an jährlich tagte und auch Ordinationen vornahm. Die 1762 beschlossene Kirchenordnung mit synodalen Strukturen hatte Modellcharakter. Für das Jahr der Unabhängigkeit 1793 wird die Zahl der Lutheraner in den Vereinigten Staaten mit 122.000 angegeben; diese Zahl wuchs durch weiteren Zustrom europäischer Einwanderer, allerdings schlossen sich viele von diesen nicht den organisatorisch zersplitterten lutherischen Gemeinden an, sondern traten anderen Kirchen bei.
Das Luthertum in den Vereinigten Staaten konsolidierte sich im Lauf des 19. Jahrhunderts. Die 1820 gegründete Generalsynode näherte sich unter Leitung von Samuel Simon Schmucker unierten oder reformierten Positionen an. Von 1840 bis 1914 wanderten zahlreiche skandinavische und deutsche Lutheraner ein, die ein stärker konfessionelles Profil hatten und sich in der Region von Ohio bis South Dakota niederließen – bis heute die Region in den Vereinigten Staaten, in der das Luthertum am stärksten vertreten ist. Kirchengründungen wie die Lutherische Augustana Kirche (1860) waren noch stark von der Frömmigkeitstradition der jeweiligen Herkunftsländer geprägt. Im weiteren Verlauf schlossen sich Kirchen zusammen, so entstand beispielsweise 1918 die United Lutheran Church in Amerika (ULCA). Im gleichen Jahr wurde auch der Nationale Lutherrat gegründet, dem 1960 acht Kirchen angehörten. Vier von diesen schlossen sich zur American Lutheran Church (TALC) zusammen, die vier anderen zur Lutheran Church in Amerika (LCA). Beide hatten 1987 über 5 Millionen Mitglieder und fusionierten mit der kleineren Association of Evangelical Lutheran Churches (AELC, 122.000 Mitglieder), die sich von der Missouri-Synode getrennt hatte, zur Evangelical Lutheran Church in America (ELCA). Die kongregationalistisch geprägte, konservative Lutheran Church – Missouri Synod (Missouri-Synode) hatte von 1969 bis 1981 Kanzel- und Abendmahlsgemeinschaft mit der Evangelical Lutheran Church in America, während die kleinere, noch konservativere Wisconsin Evangelical Lutheran Synod (Wisconsin-Synode) weniger Kontakte zu anderen Kirchen pflegt.
Weitere lutherische Einwandererkirchen bestehen in Kanada, Brasilien, Argentinien, Bolivien, Namibia und Australien; hier ist das Luthertum oft mit einer kulturellen Prägung durch die Herkunftsländer verbunden, die tendenziell im Rückgang ist.

### Missionskirchen

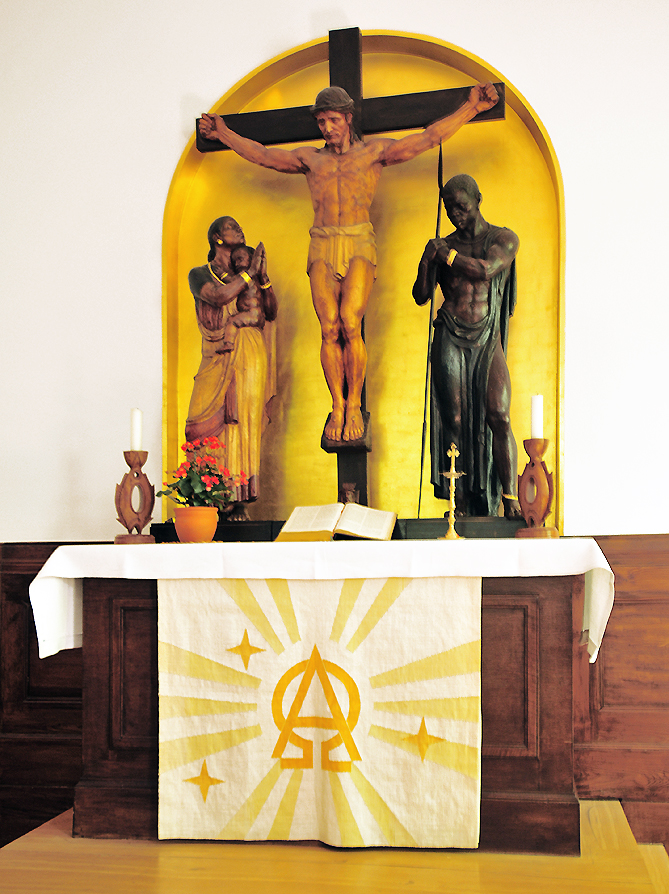
Kreuzigungsgruppe im Missionshaus Leipzig, 1913. Die indische Frau und der afrikanische Mann stehen für die Tätigkeit des Missionswerks in Indien und Ostafrika (Chagga-Mission)

Die altlutherische Orthodoxie war der Mission gegenüber uninteressiert. Darin sah man einen Auftrag, der den Aposteln und ihrer Zeit galt und in der Gegenwart nicht mehr aktuell sei. Aus dem dänischen Pietismus ging 1705 die erste organisierte lutherische Missionsarbeit hervor (Dänisch-Hallesche Mission). Die 1815 gegründete Basler Mission wurde zwar von reformierten Schweizern getragen, aber ihre Afrika-Missionare waren fast alle Württemberger Pietisten, die im frühen 19. Jahrhundert große Freiheiten besaßen, ihre Form von Christentum in der Mission zu verbreiten (Kleiner Katechismus, Liturgie) und nach eigenem Ermessen an die Situation vor Ort anzupassen. Mit der Evangelisch-Lutherischen Missionsgesellschaft zu Dresden wurde 1836 eine konfessionell lutherische, nämlich sich von reformierten und anglikanischen Missionen abgrenzende Missionsgesellschaft ins Leben gerufen. Weitere lutherische Missionen sind die Neuendettelsauer Mission (1841/49), die Hermannsburger Mission (1849) und die Breklumer Mission (1876). „Kirchenmission im strikten Sinn“ ist besonders für das schwedische und finnische Luthertum kennzeichnend (Lund Missionssälskap 1845, Evangeliska Fosterland-Stiftelsen 1856, Svenska Kyrkans Missionsstyrelse 1873/74, Finnische Missionsgesellschaft 1859), während in Dänemark und Norwegen Missionsvereine gegründet wurden. Die skandinavische (wie auch die nordamerikanische) lutherische Mission war dadurch gekennzeichnet, dass die Herkunftsländer der Missionare keine großen überseeischen Besitzungen hatten und die Missionsarbeit insofern weniger mit der Kolonialpolitik verquickt war. Im späten 19. Jahrhundert lassen sich für die deutsche Ostafrika-Mission zwei gegenläufige Trends feststellen: einmal den Export deutscher Kultur, und andererseits, die Integration des Luthertums in die indigene Kultur, die von innen heraus verändert werden sollte. Letzten Endes wählten die Missionare auch bei diesem Ansatz aus, was an der afrikanischen Kultur erhaltenswert war. Ein Beispiel ist die Chagga-Mission von Bruno Gutmann (Leipziger Mission). Er betonte den Wert der alten Chagga-Traditionen und versuchte, sie vor Veränderung bzw. Modernisierung abzuschirmen. „Die Bewahrung von Kultur bedeutete in Gutmanns Interpretation Bewahrung der Vergangenheit – ein Verständnis, das die Mitglieder seiner Frömmigkeitsströmung auch in Europa vertraten“, so Judith Becker. Die konfessionelle Prägung der Chagga war so stark, dass diese sich primär als Lutheraner und dann erst als Christen verstanden.
Die ehemaligen lutherischen Missionskirchen sind überall eigenständig und zeichnen sich durch wachsende Gemeindegliederzahlen aus. In Namibia, Tansania, Südafrika, Äthiopien und Madagaskar gehören Lutheraner zu den größeren christlichen Gemeinschaften der jeweiligen Staaten. Die größte lutherische Kirche in Asien ist die Protestantisch-Christliche Batak-Kirche in Indonesien (Sumatra). Sie nahm 1951 ein eigenes Bekenntnis an und wurde 1952 in den Lutherischen Weltbund aufgenommen, da das Bekenntnis inhaltlich mit dem Luthertum übereinstimmt.

## Spiritualität
In Erbauungsliteratur, Predigten und Kirchenliedern werden Formen lutherischer Frömmigkeit erkennbar, die jeweils für bestimmte Epochen typisch sind.

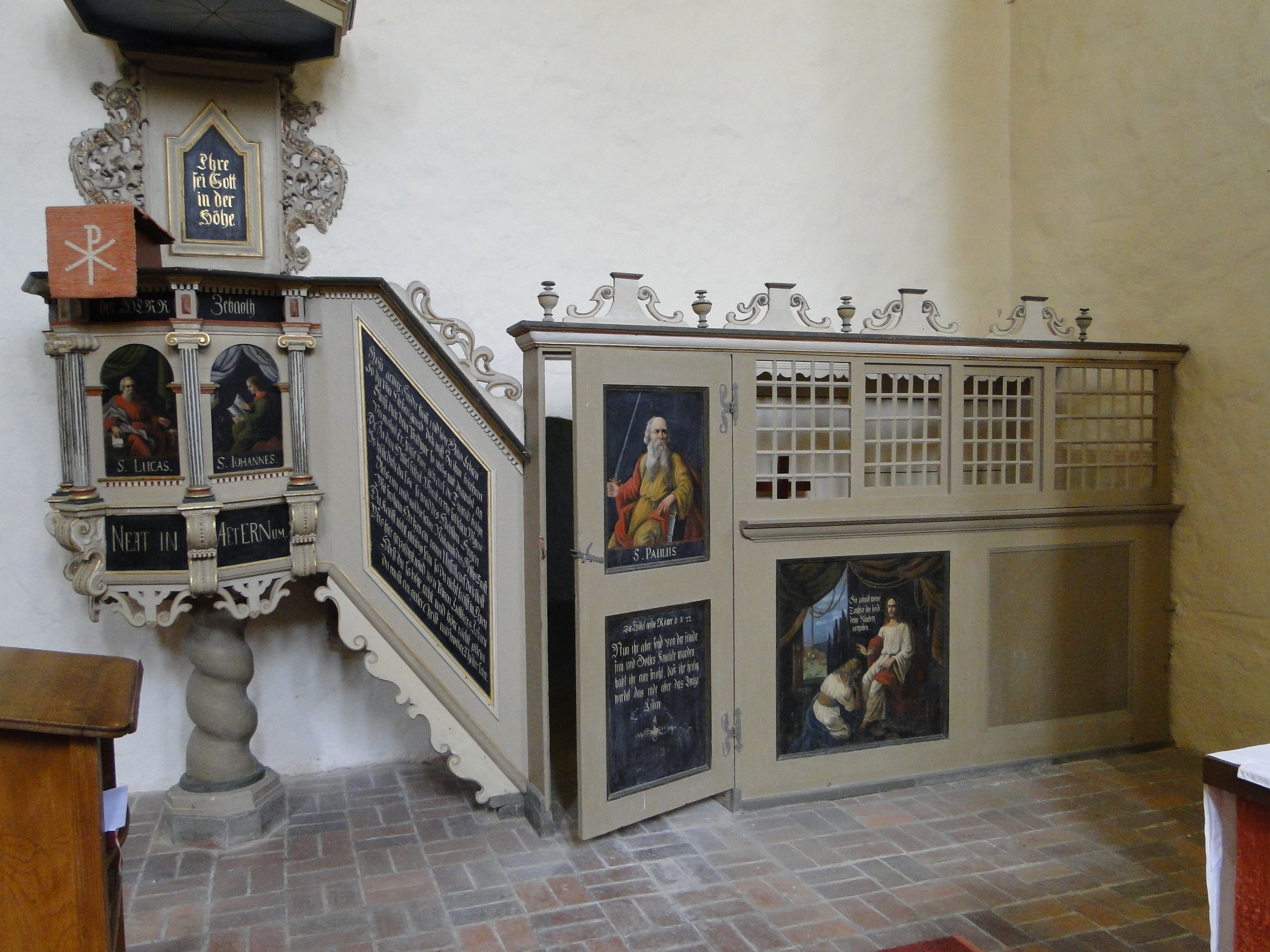
Mit der Kanzel verbundener Beichtstuhl, 17. Jahrhundert, Dorfkirche Helpt (Propstei Neustrelitz)

Die altlutherische Orthodoxie teilt ihr pessimistisches Weltbild mit der Barockliteratur. Ein Beispiel der zeittypischen Vanitas-Literatur ist das Lied Ach, wie flüchtig, ach, wie nichtig (EG 528) von Michael Franck. Es hatte im Erstdruck (Coburg 1652) den Titel: Die Eitelkeit, Falschheit und Unbeständigkeit der WELT und Flüchtigkeit der irdischen Güter, hergegen das rechte Gut der standhaften himmlischen Gemüter. Die Vanitas-Klage geht bei Franck so weit, dass weder von Glaubenserfahrung noch Jenseitshoffnung des lyrischen Ich die Rede ist. Dieses Lied war in den Jahrzehnten nach dem Dreißigjährigen Krieg sehr populär. Das Ziel christlichen Lebens ist sowohl in Johann Arndts Klassiker Vier Bücher vom wahren Christentum als auch in Kirchenliedern des 17. Jahrhunderts die Unio mystica. Die altlutherische Orthodoxie betonte die tränenreiche Buße, die (anders als bei Luther) in eine aktive Gestaltung des neuen Lebens münden sollte. Im späten 17. Jahrhundert rezipierten die lutherischen Pastoren die englische Predigttradition mit der starken Betonung des menschlichen Willensaktes nach dem Motto: „Gott ist gewillt, wenn ihr gewillt seid.“ Die Ohrenbeichte wurde im Luthertum als Katechismusverhör vor dem Abendmahlsgang praktiziert. Nach dem Dreißigjährigen Krieg wurde sie durch obrigkeitliche und kirchliche Verordnungen geregelt und entwickelte sich zum Aufsagen von Katechismusformeln. Ein Hauptanliegen pietistischer Pfarrer war es, dieses nach ihrer Erfahrung sinnentleerte Ritual durch die gemeinsame Beichte zu ersetzen, was auch gelang.

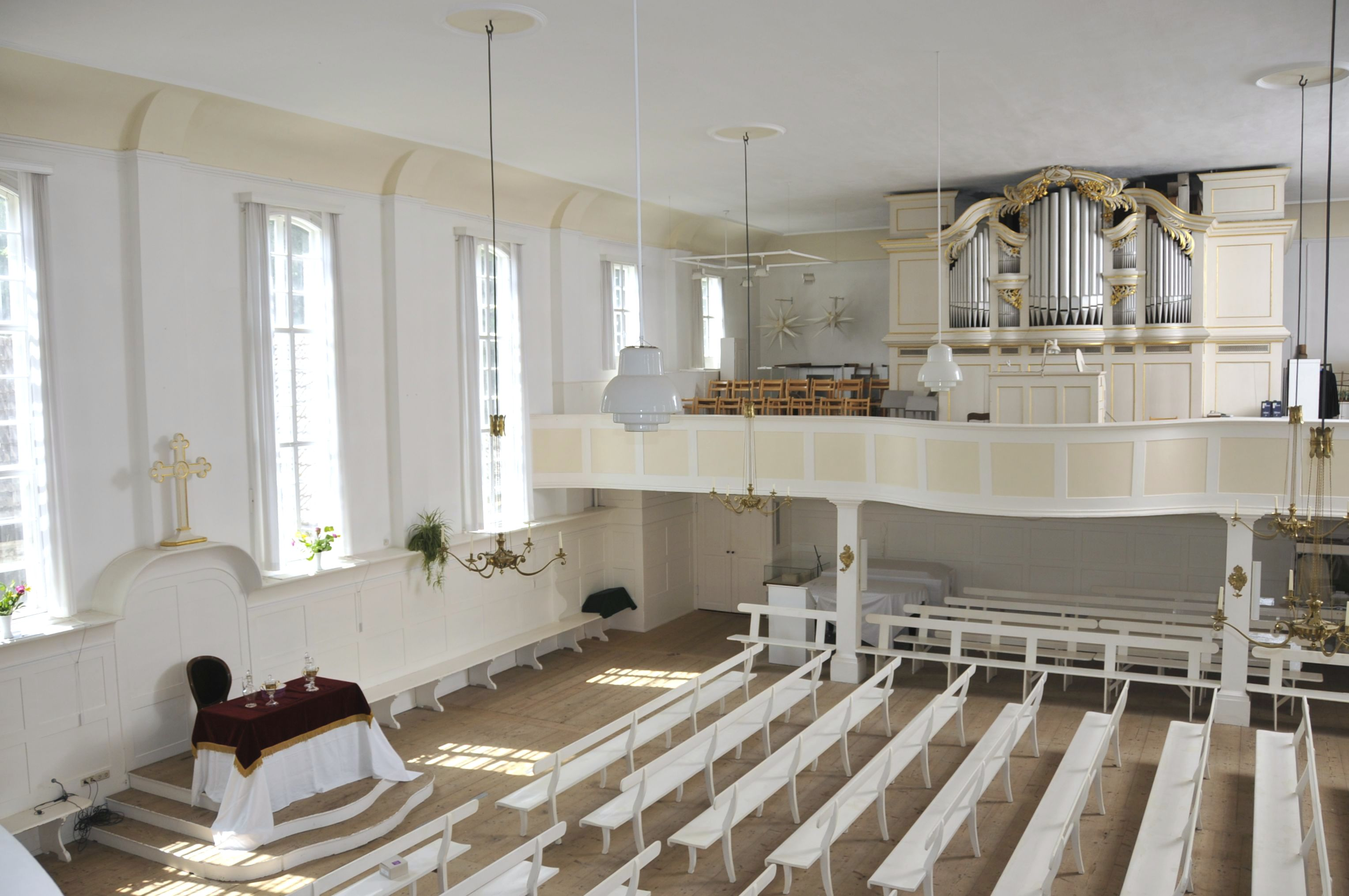
Kirchensaal der Herrnhuter Brüdergemeine (Neudietendorf)

Der Pietismus war insofern nicht originell, als er die älteren Erbauungsbücher nachdruckte. Impulse aus anderen Konfessionen wurden unbefangen aufgenommen, beispielsweise wurde Lewis Baylys The Practice of Piety, directing a Christian, how to walk, that he may please God (1613) ins Deutsche übersetzt und unter dem Titel Praxis Pietatis mehrfach nachgedruckt. Kennzeichnend ist der Individualisierungsschub. Bei der Rechtfertigung interessiert die subjektive Aneignung, und diese wird qualifiziert als „wahrer“ Glaube oder „lebendiger“ Glaube. Der dänische Pietist Erik Pontoppidan der Jüngere definierte die Kirche als „Gemeinschaft heiliger Menschen“; die persönlichen religiösen Erfahrungen des einzelnen Christen wurden wichtiger als die Institution Kirche. In pietistischen Kreisen verloren dadurch auch konfessionelle oder ständische Unterschiede an Bedeutung. Das pietistische Verhältnis zur Welt war ambivalent, einerseits Distanz und Askese, andererseits Engagement für Veränderung. Die karitative und soziale Arbeit galt dem Reich Gottes, oft mit einer endzeitlichen Note. Stärker als die Orthodoxie ist die pietistische Frömmigkeit an einer persönlichen Beziehung zu Jesus interessiert; sein irdisches Leben wird (ebenso wie das eigene Leben) als Wanderschaft meditiert.
Seit dem 19. Jahrhundert kam es im skandinavischen und deutschen Luthertum zu einem erneuten Interesse an Kirche und Liturgie. In Abkehr vom pietistischen Subjektivismus und im Anschluss an die Reformatoren geht es hochkirchlichen Theologen um die objektive Wirklichkeit der Gnade Gottes in Wort und Sakrament. Die 1918 gegründete Hochkirchliche Vereinigung (seit 1938 mit dem Zusatz: Augsburgischen Bekenntnisses) verfolgte neben der Wiederherstellung der apostolischen Sukzession ein Bündel von Anliegen:
- Wiederherstellung der altkirchlichen Ämtertrias;
- Ausrichtung von Predigt und Katechese an Bibel und lutherischen Bekenntnisschriften;
- Erneuerung des Gemeindegottesdienstes (besonders der häufigen Eucharistiefeier);
- Formen monastischen Lebens im Raum der evangelischen Kirche (hier auch die Pflege des Stundengebets);
- Wiederbelebung des Heiligenkalenders im Kirchenjahr;
- Privatbeichte;
- ökumenische Offenheit.

Friedrich Heiler, Professor für Religionswissenschaft in Marburg, war ab 1929 ihr Vorsitzender. Heiler empfing am 25. August 1930 die Bischofsweihe durch die Bischöfe Pierre Gaston Vigué, Gustav Adolf Glinz und Aloysius Stumpfl. Er ordinierte daraufhin mehrere Priester: ein auch in der hochkirchlichen Bewegung umstrittenes Vorgehen, das aber ohne Sanktionen für die Beteiligten blieb.

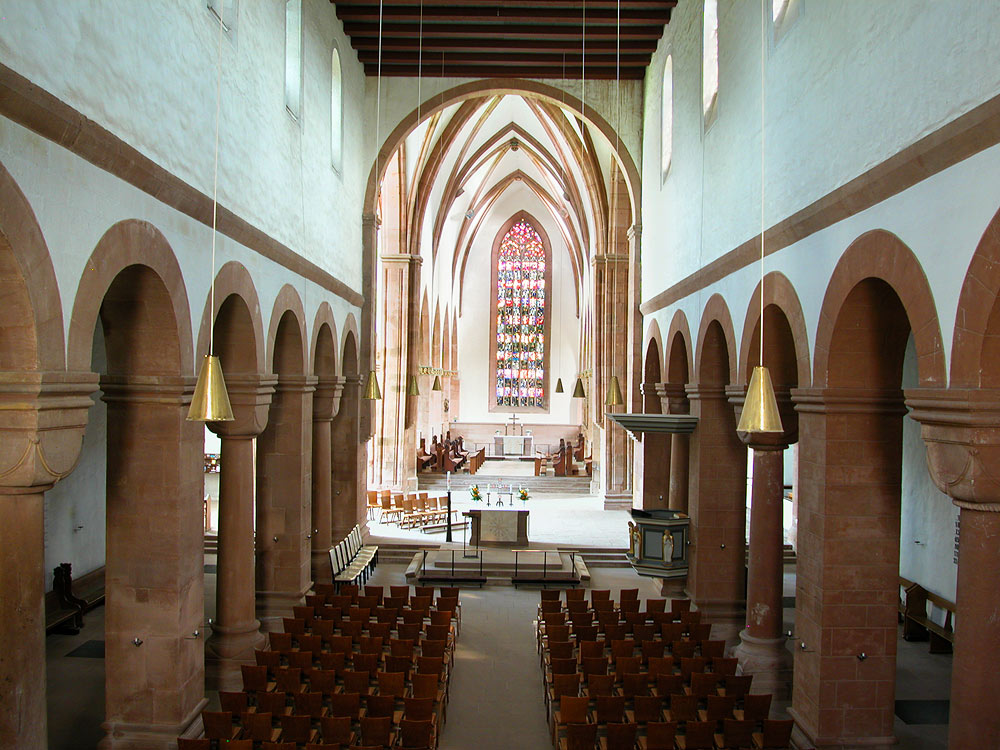
Im Sinne der Liturgischen Bewegung gestalteter Kirchenraum: Klosterkirche Amelungsborn

Der Jüngeren Liturgischen Bewegung werden außer dem Kreis um Friedrich Heiler weitere Gruppen zugerechnet: die Berneuchener Bewegung, die Kirchliche Arbeit Alpirsbach und die Singbewegung. Über die Lutherische Liturgische Konferenz prägten diese Gruppen mit ihren Anliegen das in den 1950er Jahren erarbeitete Agendenwerk der VELKD. Eine der geistlichen Gemeinschaften im Raum lutherischer Kirchen in Deutschland ist die Bruderschaft des Klosters Amelungsborn (Foto), welche von Christhard Mahrenholz (dem Begründer der Lutherischen Liturgischen Konferenz) ab 1960 als erster Abt geleitet wurde.

## Musik
Die Wittenberger Reformation wird in ihrer Frühphase oft als Singbewegung charakterisiert; Luther, musikalisch begabt, trug mit eigenen Texten und Melodien zum Repertoire bei (Beispiel: „Nun freut euch, lieben Christen g’mein“, EG 341). Im Sinne einer „Reformation von unten“ störten Gottesdienstbesucher Lutherlieder singend altgläubige Predigten oder die Liturgie der Messe. Mit dem Medium Lied verbreiteten sich Luthers Reformanliegen in der Bevölkerung. Häufig nutzte man die Neutextierung einer bekannten Melodie (Kontrafaktur). Der deutschsprachige Gemeindegesang sollte die Akzeptanz der neuen Liturgie und Kirchenordnung erhöhen; insofern wurde das Lied im Zuge der Konfessionalisierung „institutionalisiert und domestiziert“. Die Professionalisierung der lutherischen Musikkultur beginnt früh. Johann Walter gründete 1524 die Torgauer Stadt- und Schulkantorei und schuf damit ein Modell, an dem sich andere Kantoreigründungen orientierten. Die Arbeit der Kantoren verankerte die Musikpflege an städtischen Kirchen und Schulen wie auch an den Höfen lutherischer Fürsten.

## Gottesdienst

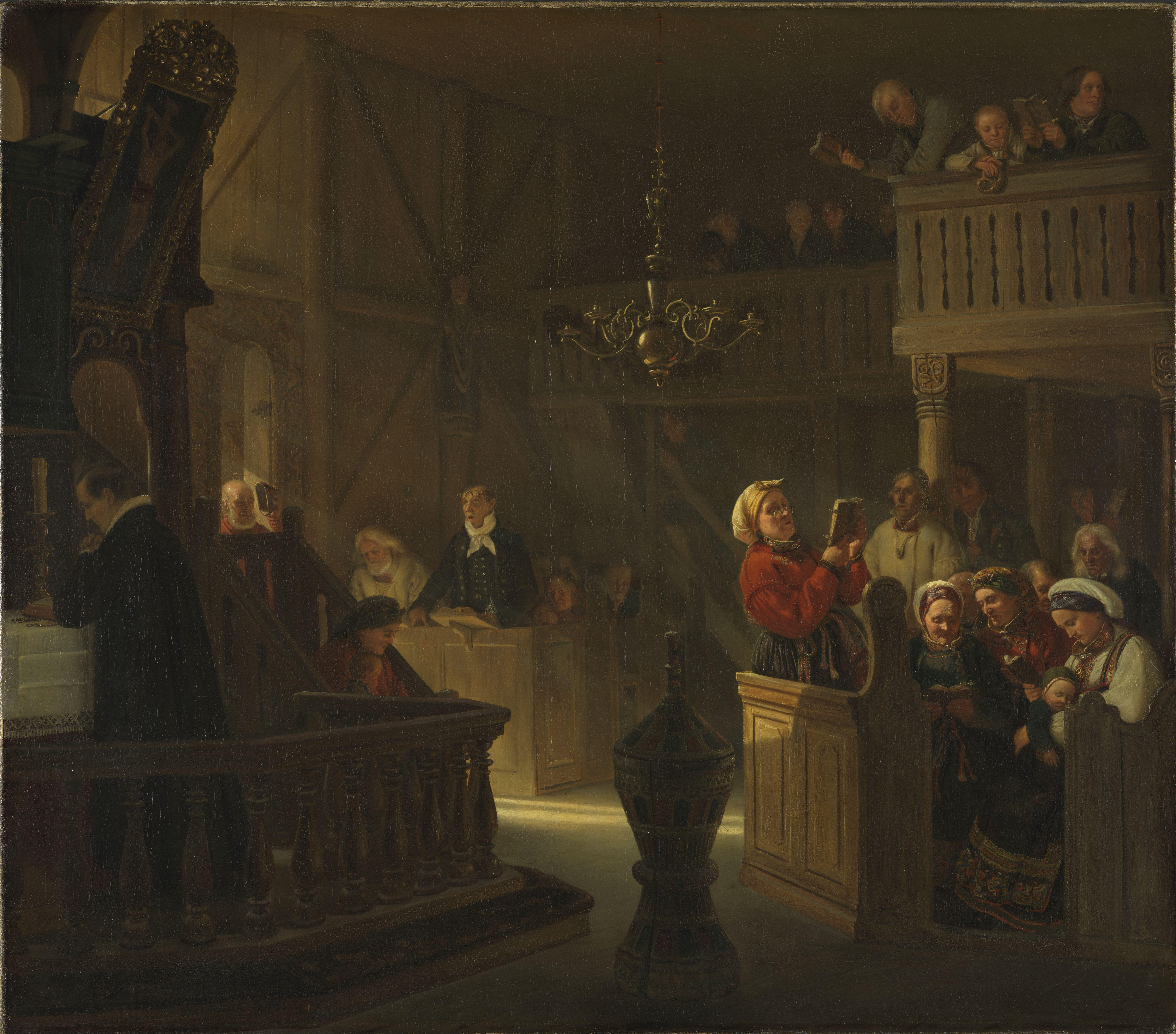
Gottesdienst in einer norwegischen Dorfkirche (Adolph Tidemand, 1845, Nationalmuseum Oslo)

Der evangelisch-lutherische Gottesdienst steht in der Tradition der lateinischen Messe, die das Modell für den sonntäglichen Hauptgottesdienst gab. Von Martin Luther stammen zwei Gottesdienstordnungen. Darin zeigt sich auch die zweisprachige Welt des 16. Jahrhunderts, in der sich lateinische Gelehrtenkultur und volkssprachliche Kulturen teils überlagerten, teils durchdrangen:
- Die Formula missae (1523): Hochamt mit lateinischem Chorgesang; Präfation und Sanctus sind erhalten. Ab 1524 wurde die Formula missae in die Volkssprachen übersetzt.
- Die Deutsche Messe (1526): Volkssprachliche Messe für Dorfgemeinden und Kleinstädte ohne Lateinschulen. Gemeindelieder ersetzten die Choralgesänge; Offertorium und Post-Sanctus-Gebete wurden ausgelassen, wodurch die Einsetzungsworte eine zentrale Bedeutung erhielten.

Die Kirchenordnungen der einzelnen Territorialkirchen kombinierten im 16. Jahrhundert beide Entwürfe Luthers in verschiedener Weise und fügten eigene Elemente hinzu. Dabei lassen sich zwei Gruppen unterscheiden:
- Die von Johannes Bugenhagen verfassten Kirchenordnungen im norddeutschen Raum (zum Beispiel Hamburg 1529, Lübeck 1531) und davon beeinflusste Kirchenordnungen. Auch die dänisch-norwegische und die isländische Kirchenordnung gehören hierzu.
- Die von Andreas Osiander und Johannes Brenz verfasste Brandenburg-Nürnberger Kirchenordnung von 1533, die auf Pfalz-Neuburg, Preußen und Mecklenburg ausstrahlte.

In der schwedischen Kirche wurden Laurentius Petris Then Svenska Kyrkoordening (1571) und Liturgia Svecanae (1576) normativ. Der lutherische Gottesdienst in Schweden stand der Formula missae näher und enthielt ein Eucharistiegebet.
Die Württemberger Kirchenordnung war ein Konsensdokument von Erhard Schnepf und Ambrosius Blarer, wobei Schnepf den Text größtenteils verfasste und von Brenz begutachten ließ. Nach Predigt und Glaubensbekenntnis folgen im zweiten Teil des Gottesdienstes Abendmahlsvermahnung, offene Beichte, Absolution, Vaterunser, Einsetzungsworte, Austeilung, Postcommunio und Segen. In der Fassung von 1553 wirkte die schlichte Württemberger Form des Abendmahlsgottesdienstes auf die Ordnungen zahlreicher evangelischer Kirchen in Süddeutschland ein.
Eine Besonderheit innerhalb des Luthertums ist das Gottesdienstbuch (Служебник, Sluzhebnyk, Stanislau 1933) der Ukrainischen Lutherischen Kirche; hierbei handelt es sich um eine Adaption der Chrysostomos-Liturgie im Sinne der lutherischen Theologie. Die Bearbeiter gingen dabei von der griechisch-katholischen Form der Chrysostomos-Liturgie aus. Im Zweiten Weltkrieg brachte ein emigrierter Pfarrer diese Liturgie nach Nordamerika, und seit 1991 wird sie in der Ukrainisch Lutherischen Kirche mit Unterstützung der Wisconsin-Synode wieder verwendet.

## Kirchenbau und Kirchenausstattung
Die überkommenen spätmittelalterlichen Kirchen wurden im Luthertum weniger umgestaltet als im nachtridentinischen Katholizismus (Barockisierung) und im Calvinismus (Umsetzung des biblischen Bilderverbots): dieses Phänomen wird als „bewahrende Kraft des Luthertums“ bezeichnet. Marcin Wisłocki meint, dieser „Identitätsmarker“ des Luthertums führe paradoxerweise dazu, „dass im Allgemeinen in lutherischen Kirchgebäuden mehr mittelalterliche Sakralkunst als in römisch-katholischen Kirchen erhalten blieb.“

Zwar hatte Luther geäußert, der christliche Gottesdienst brauche keinen geweihten Raum und man könne einen Taufgottesdienst auch am Ufer der Elbe halten. Aber Luther schätzte die vorhandenen Sakralbauten und griff die traditionelle Dreiteilung in Atrium, Sanctum, Sanctum sanctorum auf, die er mit biblischen Vorbildern begründete (Stiftshütte, Salomonischer Tempel). Für eine Pfarrkirche galt die spätmittelalterliche gotische Hallenkirche mit polygonalem Chor als ideal. Neu eingezogene Emporen ermöglichten, dass eine größere Zahl von Personen der Predigt zuhören konnte. Das war die wichtigste Umbaumaßnahme. Nach der Stadtkirche in Sankt Joachimsthal im böhmischen Teil des Erzgebirges war die Torgauer Schlosskapelle der erste für den lutherischen Gottesdienst errichtete Kirchenbau; sie hatte Vorbildfunktion für die recht seltenen Kirchenneubauten. Luther hielt die Kirchweihpredigt, die auch für sein Gottesdienstverständnis interessant ist (4. Oktober 1544).

Frühe lutherische Kirchenneubauten
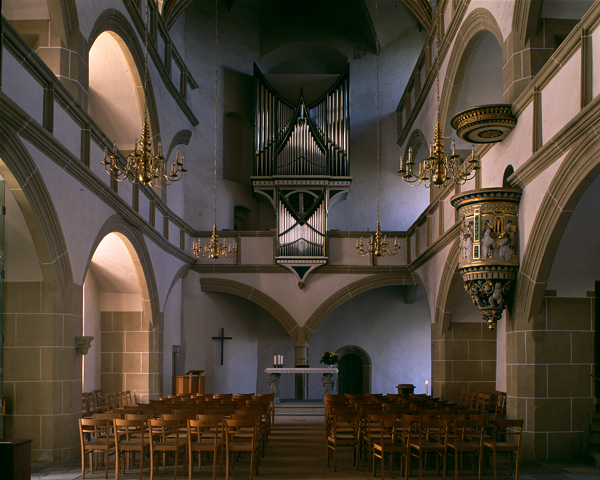
Schlosskapelle Hartenfels (Torgau)
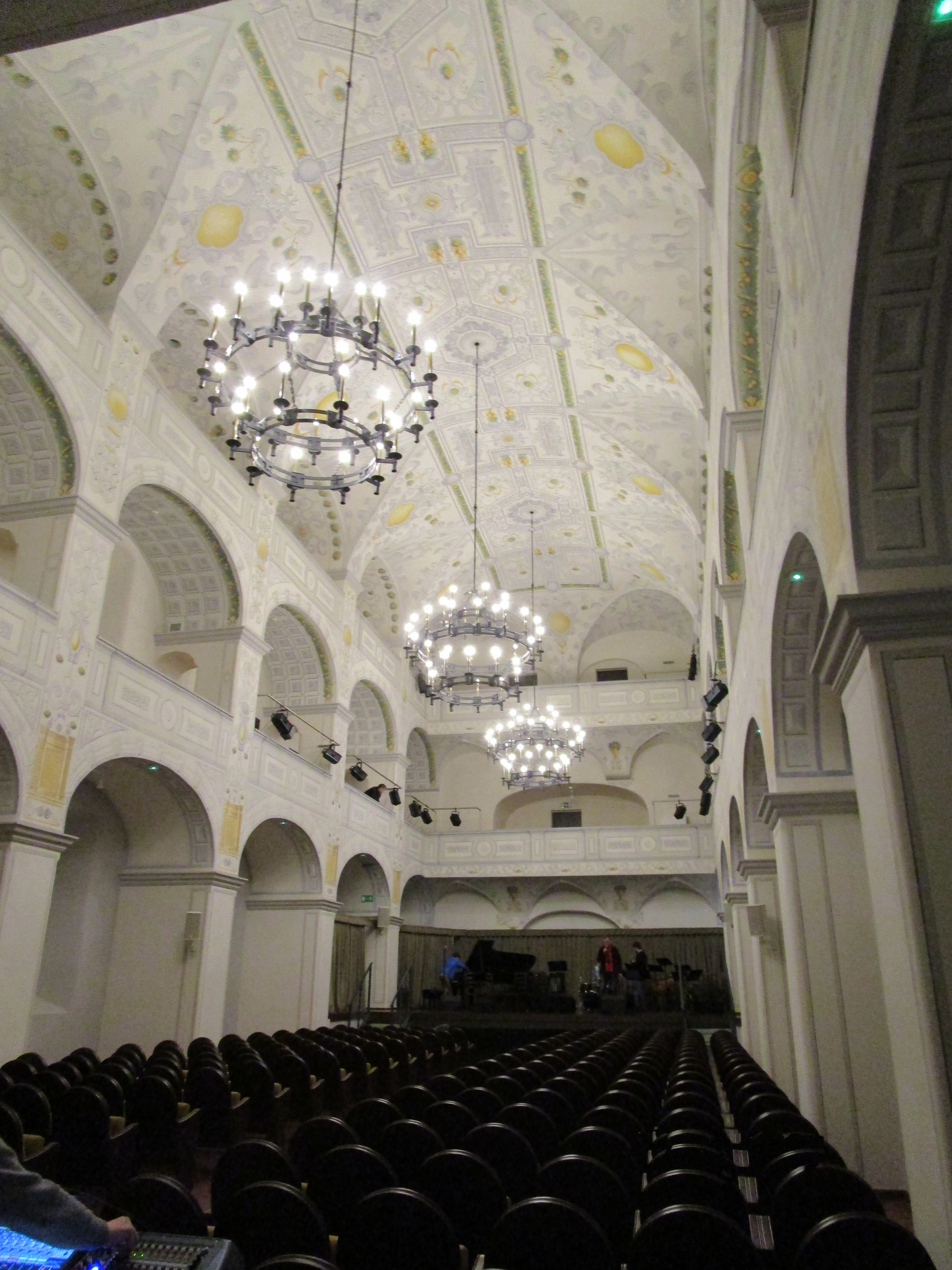
Schlosskirche zu Stettin
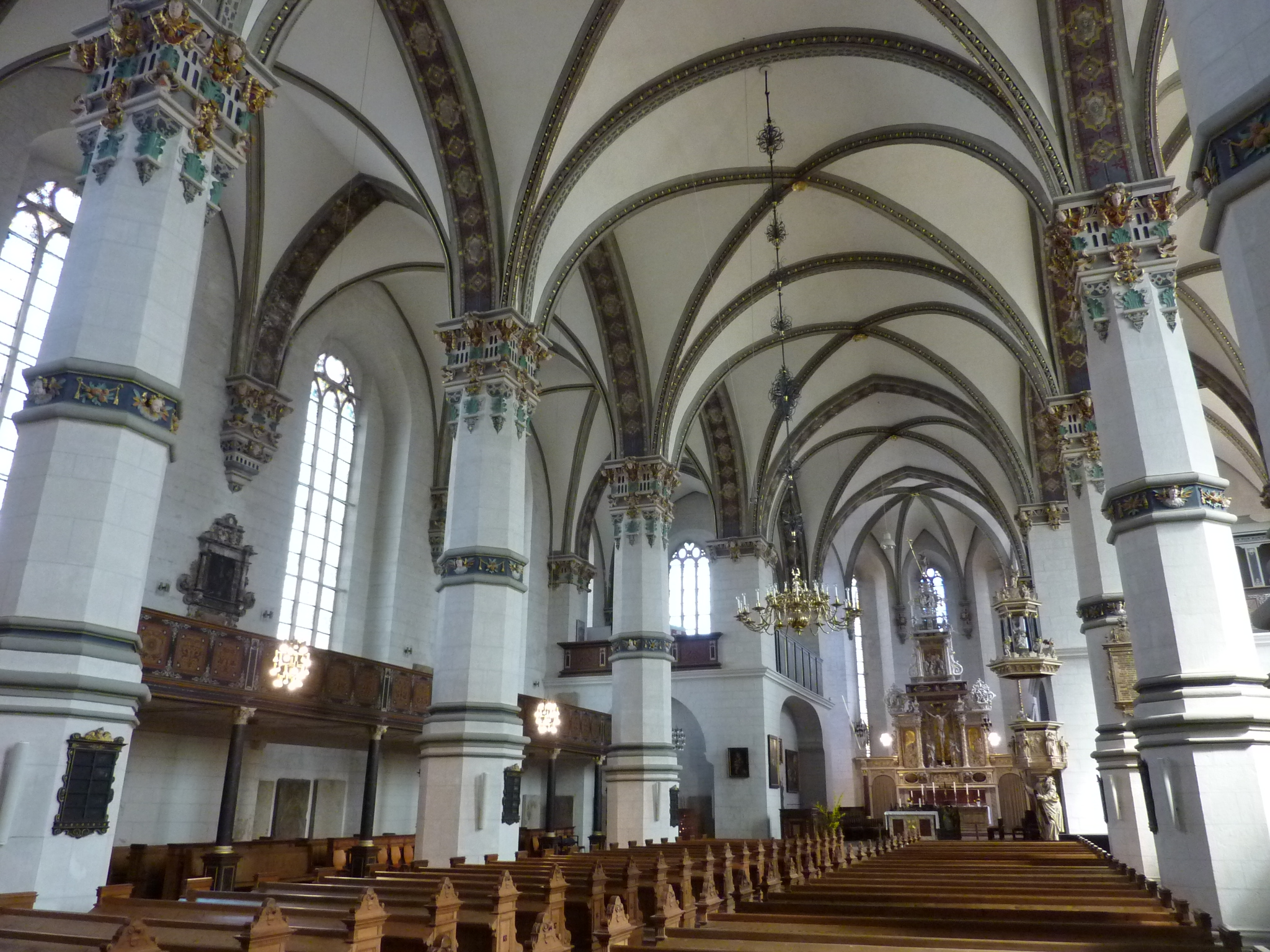
Marienkirche (Wolfenbüttel)
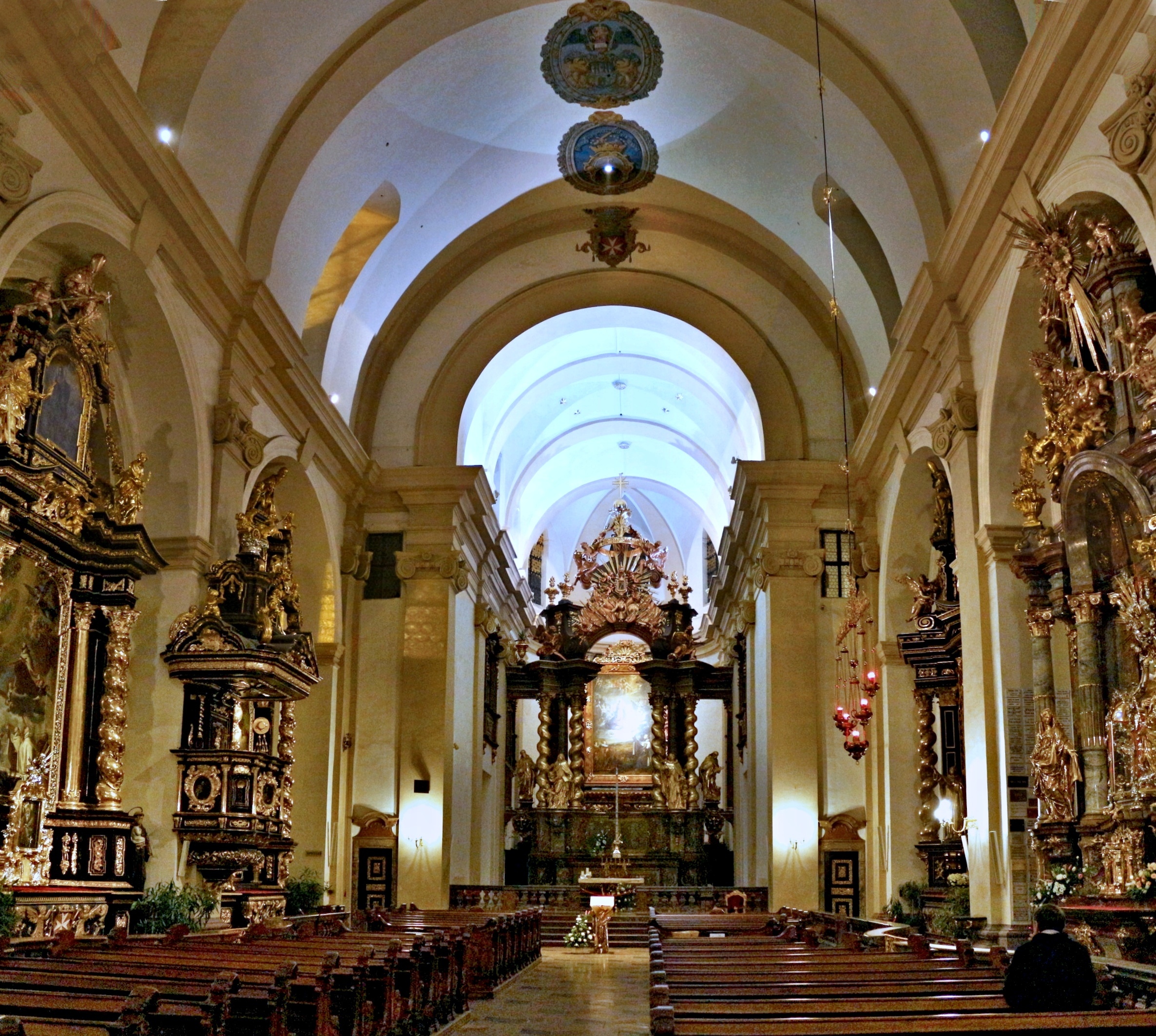
Dreifaltigkeitskirche (heute Maria vom Siege) in Prag
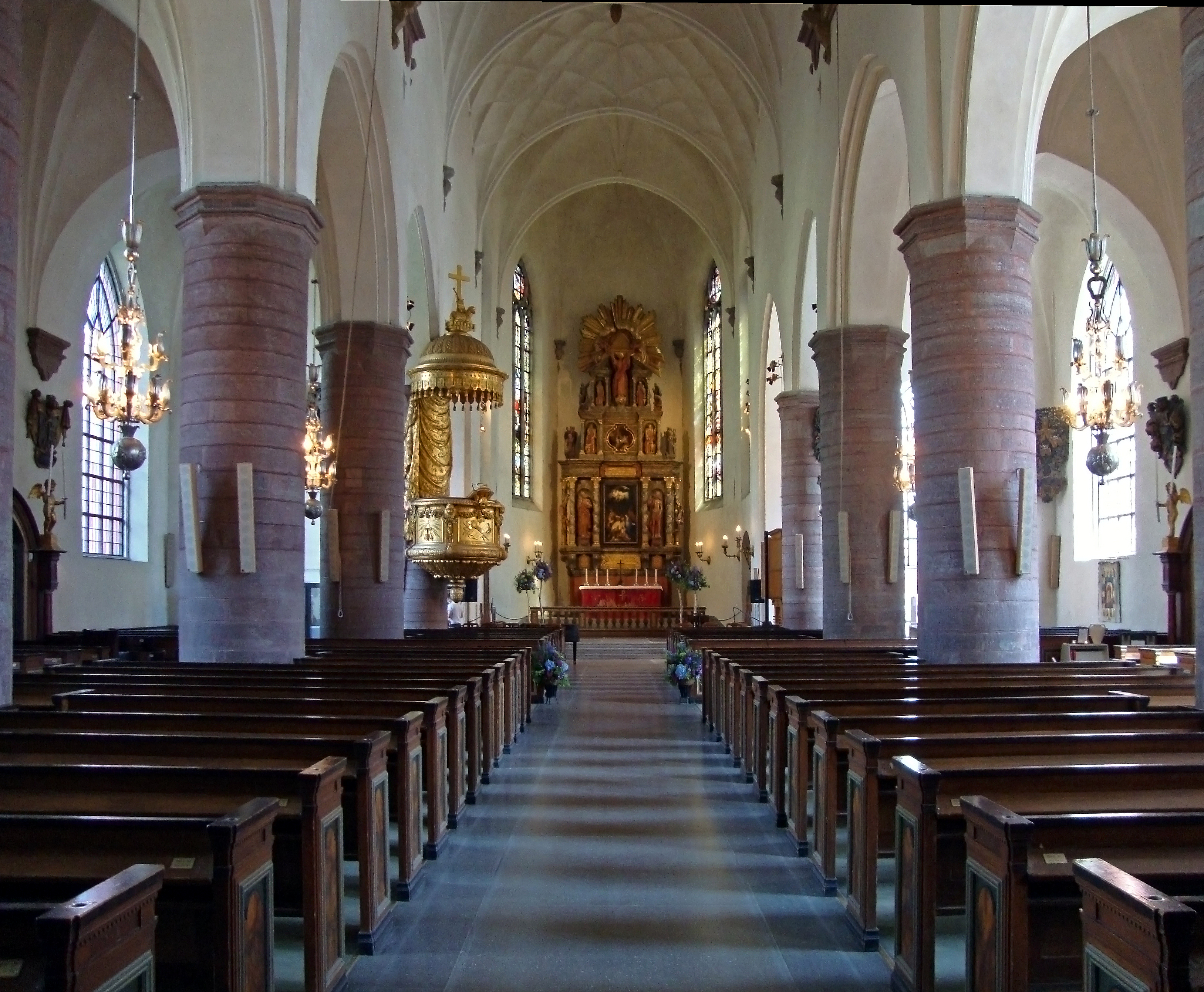
Jakobskirche (Stockholm)
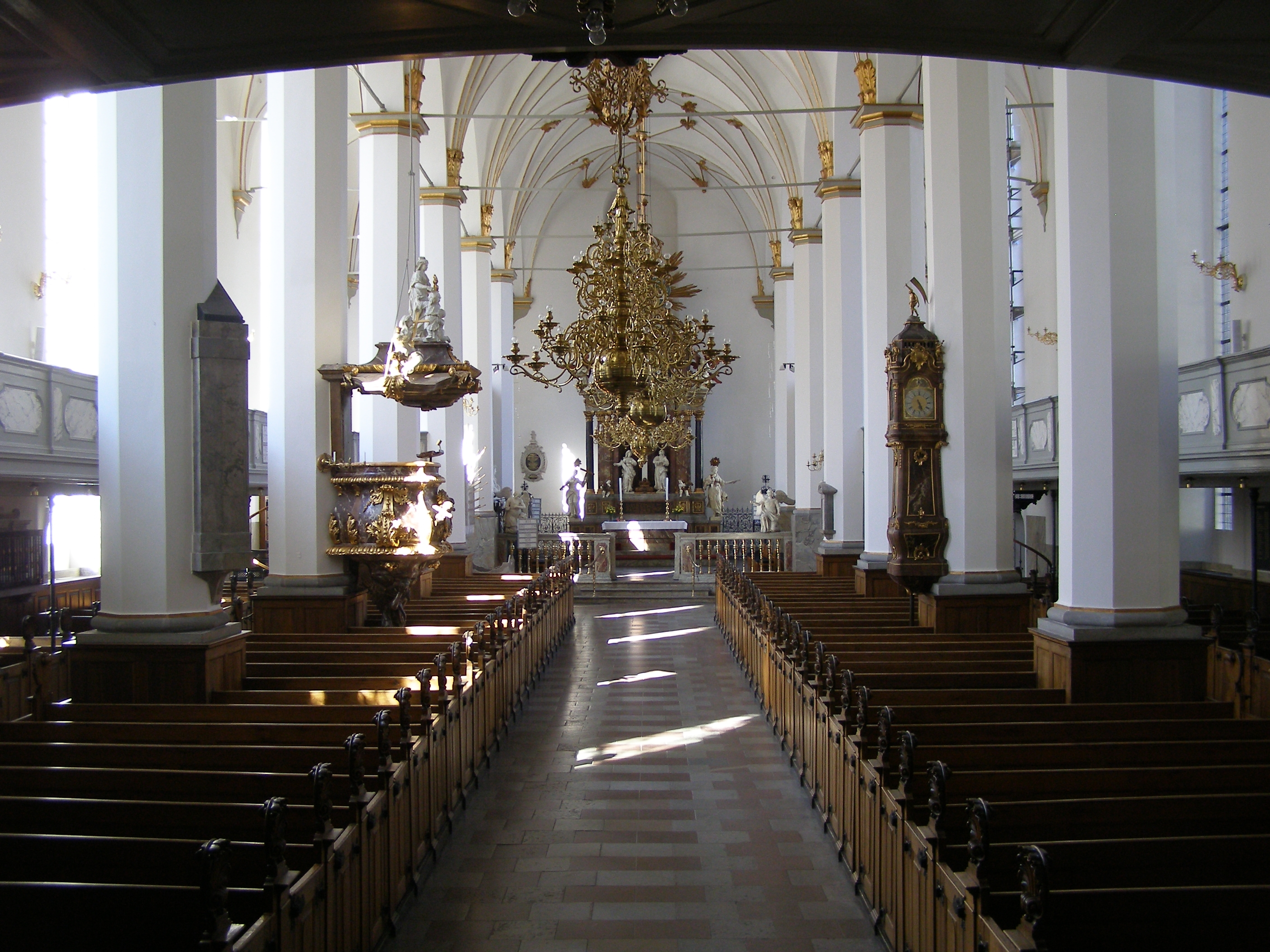
Trinitatis Kirke (Kopenhagen)
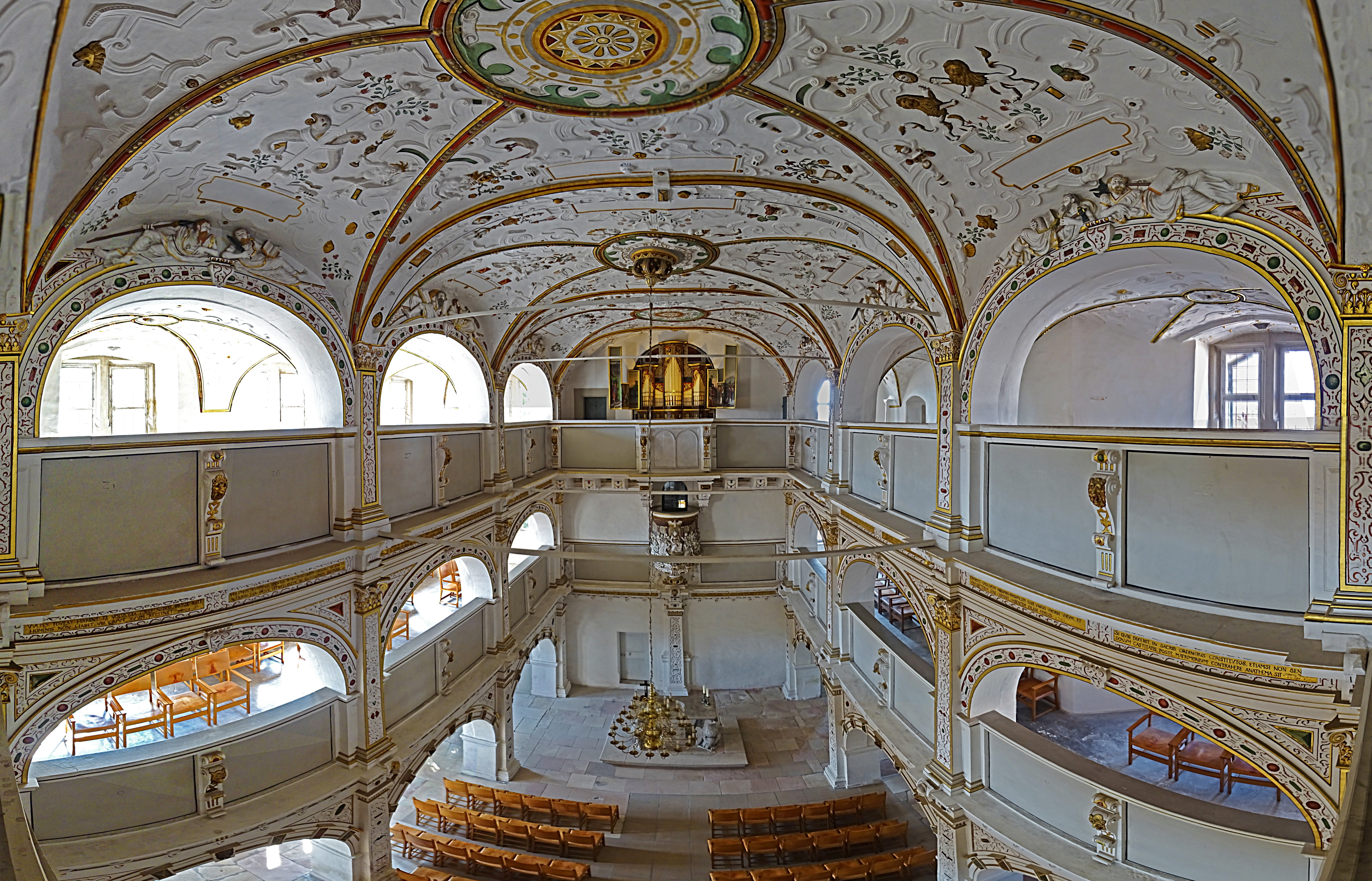
Schlosskapelle Wilhelmsburg (Schmalkalden)
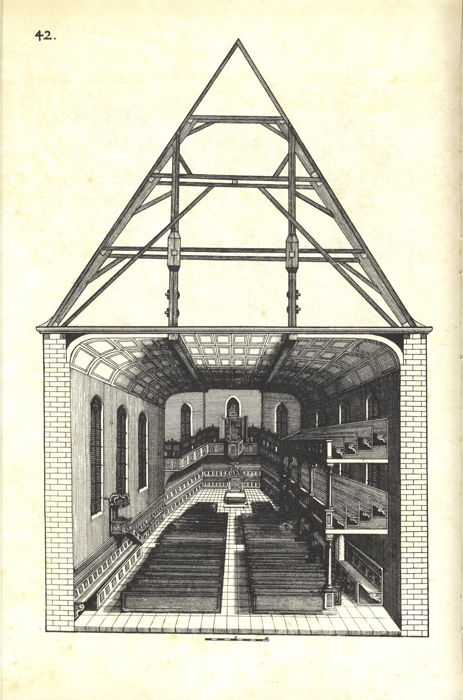
Alte Johanneskirche in Hanau als typische Querkirche

Unter den frühen lutherischen Kirchenneubauten sind auffälligerweise mehrere Schlosskapellen. Die Kapelle der Schmalkaldener Wilhelmsburg (1590) bietet das erste Beispiel für eine axiale Anordnung von Altar und Kanzel. Der Kanzelaltar setzte sich im späten 17. Jahrhundert weitgehend durch, weil er die Gleichrangigkeit von Wort (Predigt) und Sakrament (Abendmahl) sichtbar zum Ausdruck bringt. Faktisch dominierte die Kanzel aber den Altar: die Kirche entwickelte sich Richtung Hörsaal, was im evangelisch-reformierten Raum schon früher üblich war und nun vom Luthertum nachvollzogen wurde. Als typische protestantische Kirchenbauform bildete sich die Querkirche heraus.
Erst nach dem Dreißigjährigen Krieg setzen Überlegungen dazu ein, was einen lutherischen Kirchenraum ausmacht. Joseph Furttenbach sah das 1649 pragmatisch: Gute Akustik soll Predigen und Predigthören erleichtern, der Blick auf die Kanzel, Altar und Taufstein (die Prinzipalstücke) soll unverstellt sein; eine Holzverkleidung des Innenraums soll den Aufenthalt das ganze Jahr über angenehm machen. Das 18. Jahrhundert war eine Zeit der Experimente, welcher Raum die zur Predigt versammelte, ständisch gegliederte Gemeinde am besten aufnehmen könnte (Rechteck- oder Zentralbauten).

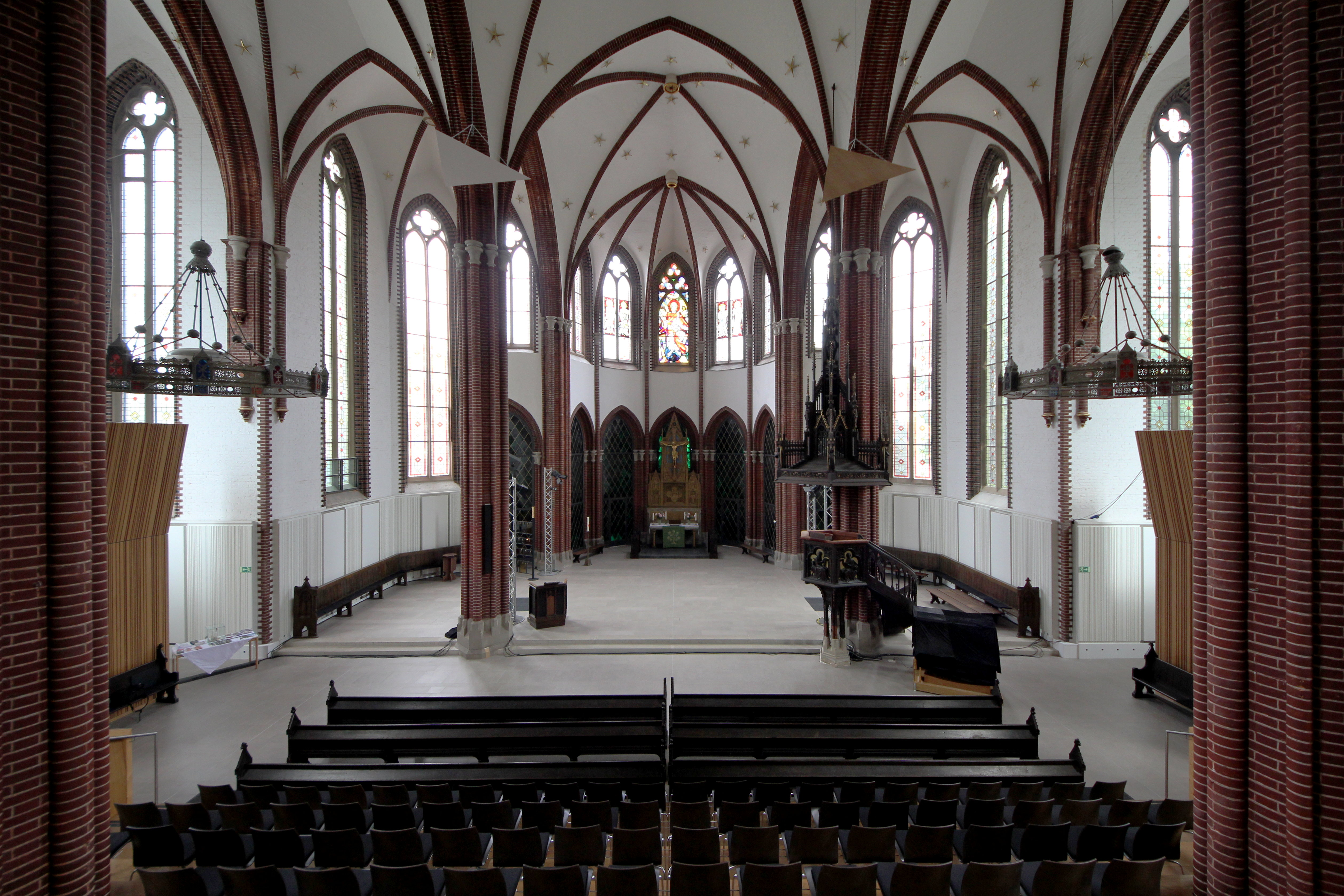
Christuskirche Hannover, beispielhafte Umsetzung des Eisenacher Regulativs

Die Kritik von Erweckungsbewegung und Neuluthertum galt im 19. Jahrhundert der Theologie der Aufklärung, die als Rationalismus bezeichnet wurde; zugleich wurde die Kirchenarchitektur des 17. und vor allem 18. Jahrhunderts als zu wenig sakral empfunden. Das beginnt 1815 mit Ludwig Catels Kritik der Pläne zum Wiederaufbau der Berliner Petrikirche. Die nun geforderte Trennung zwischen Altarraum und Gemeinderaum beendete die Zeit der Kanzelaltäre. Darüber hinaus war zur Zeit von Karl Friedrich Schinkel noch vieles experimentell. Zunehmend wurde die Gotik aber zum idealen Kunststil; sie stand für jene mittelalterliche Kirche, die Luther reformieren wollte. Indem Lutheraner neogotische Kirchen bauten, beanspruchten sie, in der alten abendländischen Tradition zu stehen – im Gegensatz zur römisch-katholischen Kirche. Der erste große Erfolg der Gotik-Freunde war der Wiederaufbau der 1842 abgebrannten Hamburger Hauptkirche  St. Nikolai, wo sich der moderne Entwurf Gottfried Sempers nicht durchsetzen konnte und der englischen Ecclesiologist George Gilbert Scott den Vorzug erhielt. Der neogotische Baustil setzte sich auffällig stark in lutherischen Landeskirchen durch; Hauptvertreter sind Conrad Wilhelm Hase in Hannover und Christian Friedrich von Leins in Stuttgart. Die Christuskirche Hases in Hannover (1859/64) kann als „Versuch einer architektonischen Konkurrenz des Landesherrn zum Hamburger Großbau“ verstanden werden. Der sakrale Altarraum korrespondiert mit neulutherischer Abendmahlstheologie: der Altar ist der Kanzel klar übergeordnet, denn die Predigt führt zum Abendmahl hin.

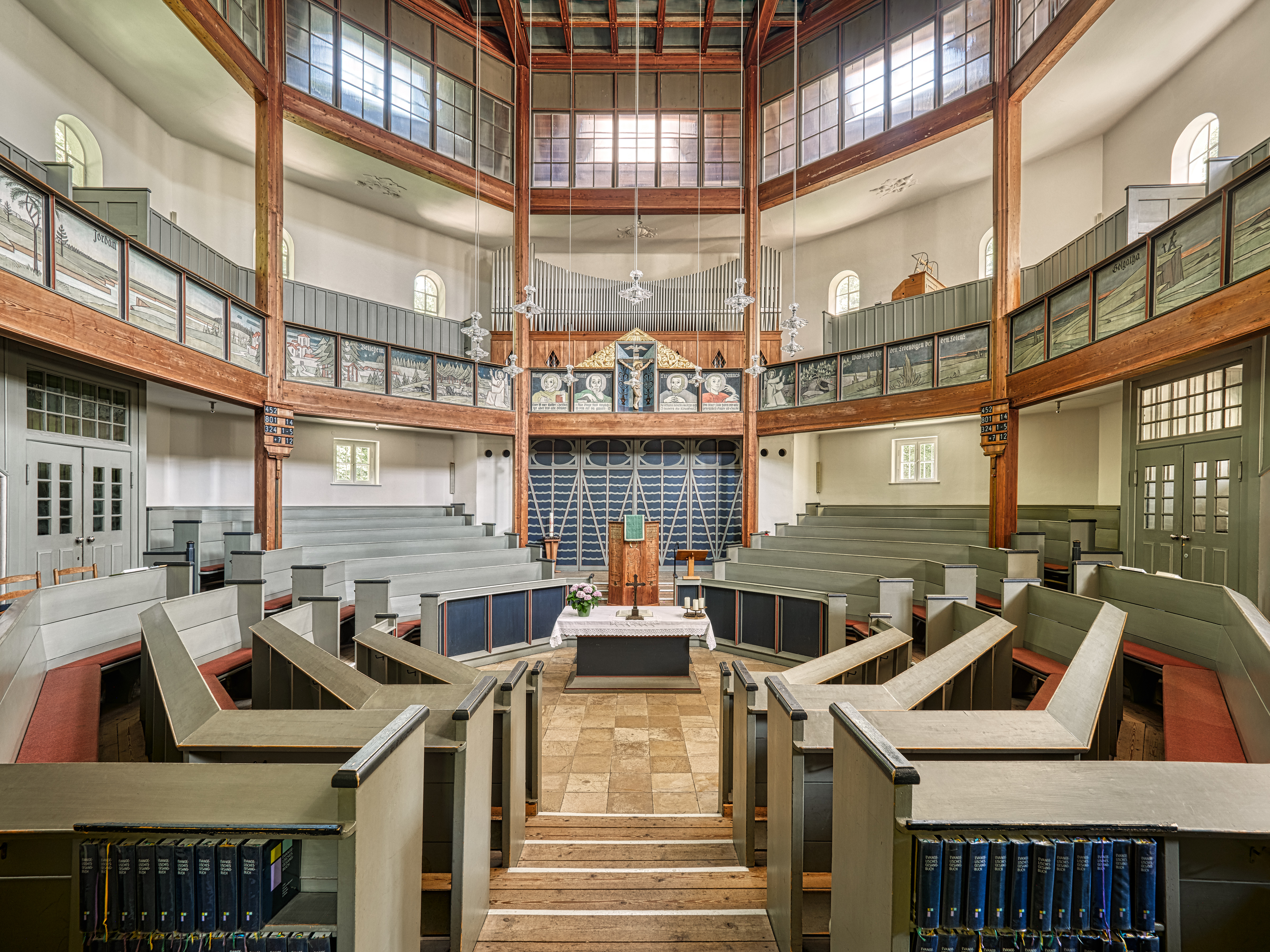
Waldkirche Planegg (1925)

Otto Bartnings Schrift Vom neuen Kirchbau (1919) gilt als Überwindung des Eisenacher Regulativs. Bartning forderte eine „Wechselbeziehung der liturgischen und der architektonischen Spannung“. Theodor Fischers Waldkirche in Planegg (1925) beispielsweise setzt den Gedanken der um den Altar versammelten Gemeinde architektonisch um. Die Evangelische Michaelsbruderschaft war an der Erneuerung der Kirchenarchitektur stark interessiert. Der äußerlich schlichte Neubau der St. Michaelskirche in Nienburg (Peter Hübotter) zeigt im Innenraum die Konzentration auf Altar und Altarkreuz und eine Darstellung des wiederkommenden Christus.
Eine Besonderheit des modernen skandinavischen Kirchenbaus ist die Kirche mit zur Natur hin offener Glaswand: die Gemeinde blickt je nachdem auf einen See oder in den Wald. Das Konzept des Gemeindezentrums wurde in den Niederlanden entwickelt; in den neuen Orten des Flevoland-Polders sollten Kirchen als Agora, Begegnungsort, dienen. Ein Beispiel ist das multifunktionale Gemeindezentrum der St. Paulusgemeinde in Burgdorf, das mit Schiebewänden variable Nutzungen ermöglicht (Paul Friedrich Posenenske, 1973).